# Liste de fruits toxiques d'Europe
 (mai 2023).
Si vous disposez d'ouvrages ou d'articles de référence ou si vous connaissez des sites web de qualité traitant du thème abordé ici, merci de compléter l'article en donnant les références utiles à sa vérifiabilité et en les liant à la section « Notes et références ».
Liste des fruits toxiques d'Europe, classés par familles (classification phylogénétique).
Cette liste contient uniquement les fruits charnus (baies, drupes, piridions) qui sont souvent des « petits fruits » qui peuvent se rencontrer dans les champs et les bois, mais ne comprend pas les fruits secs au sens botanique du terme (gousses, siliques, follicules, capsules, amande,etc.) qui peuvent contenir des graines toxiques, comme le datura ou la jusquiame.

## Adoxaceae
- Laurier-tin ou viorne-tin, Viburnum tinus. Petit arbuste de 2 à 7 m de haut. Les fruits sont de drupes, globuleuses, de 5 à 7 mm de diamètre, luisantes, de couleur noir bleuâtre à maturité. Ces fruits sont faiblement toxiques, purgatifs, à l'état vert.

- Symphorine, Symphoricarpos albus. Arbrisseau de 1 à 2 m de haut, très ramifié à tiges flexibles, souvent planté dans les haies. Les fruits sont des baies de couleur blanche à maturité, approximativement sphériques, de 5 mm de diamètre, groupées à l'extrémité des rameaux. blancs. Ces baies contenant des saponosides sont faiblement toxiques. Risque de troubles gastro-intestinaux en cas d'ingestion massive.

- Sureau à grappes, Sambucus racemosa. Fruits rouges.

- Sureau hièble ou petit sureau, Sambucus ebulus. Plante herbacée pouvant atteindre 2 m de haut à fleurs groupées en ombelles. Les fruits noirs sont des baies amères, émétiques et purgatives et probablement toxiques. Elles contiennent notamment des hémagglutinines.

- Viorne obier ou boule de neige, Viburnum opulus. Arbrisseau de 2 à 4 m de haut. Les fruits sont des drupes sphériques de 8 à 9 mm de diamètre, rouge vif à maturité, groupées en grappes pendantes. Ces fruits, amers et acides, sont faiblement toxique crus, pouvant occasionner des troubles digestifs grave (gastroentérite). On peut les consommer sans danger après cuisson.

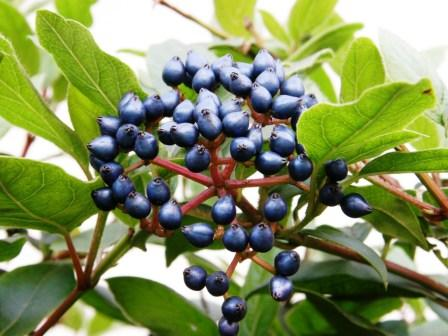
Laurier-tin.
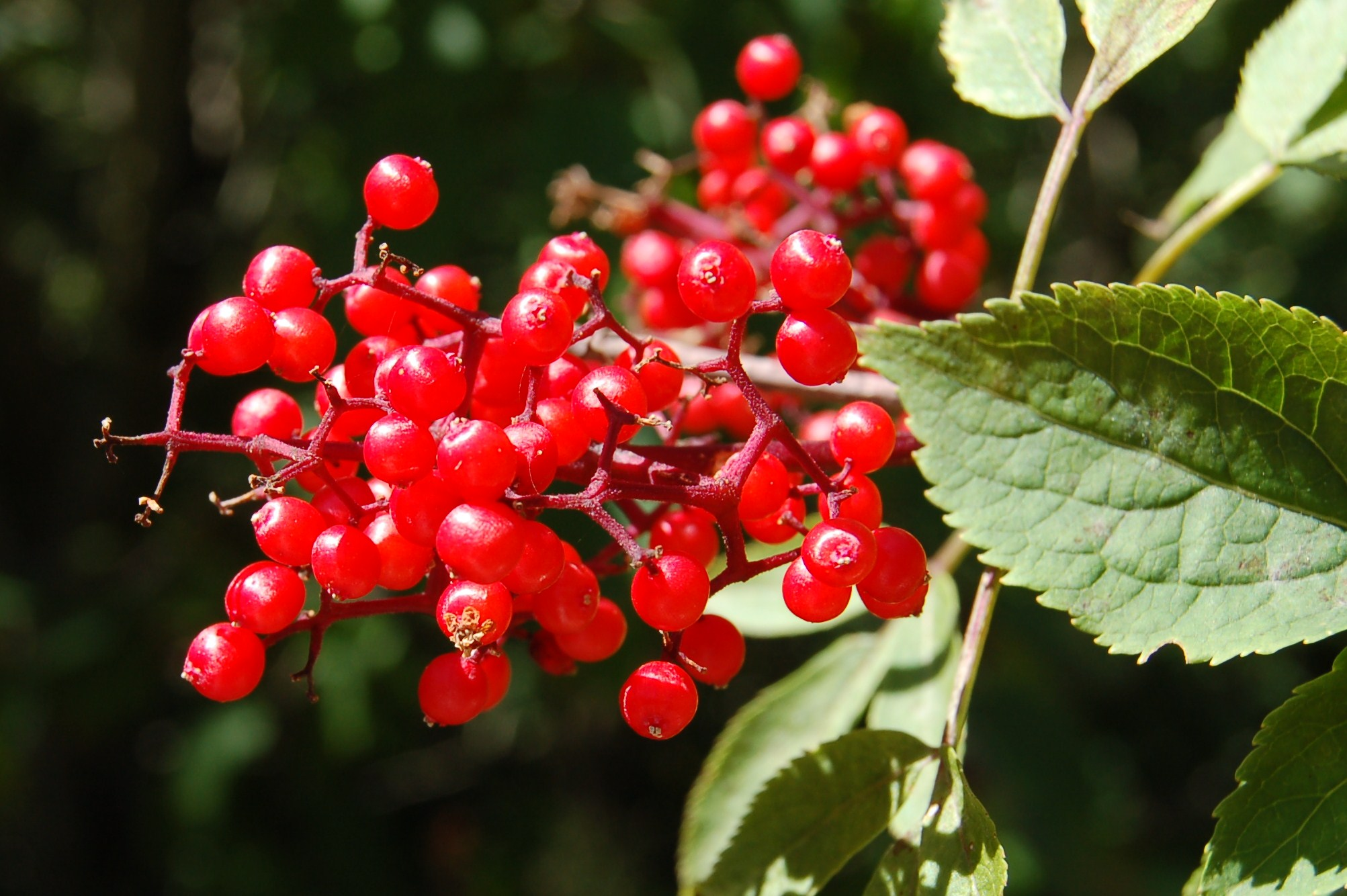
Sureau à grappes.
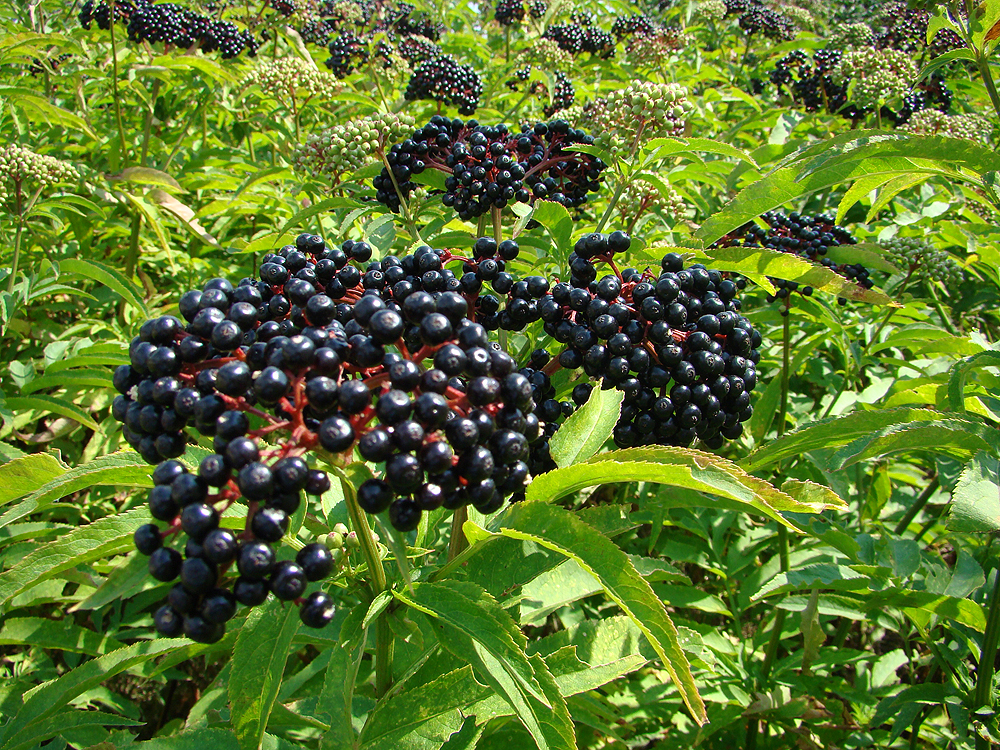
Sureau hièble.
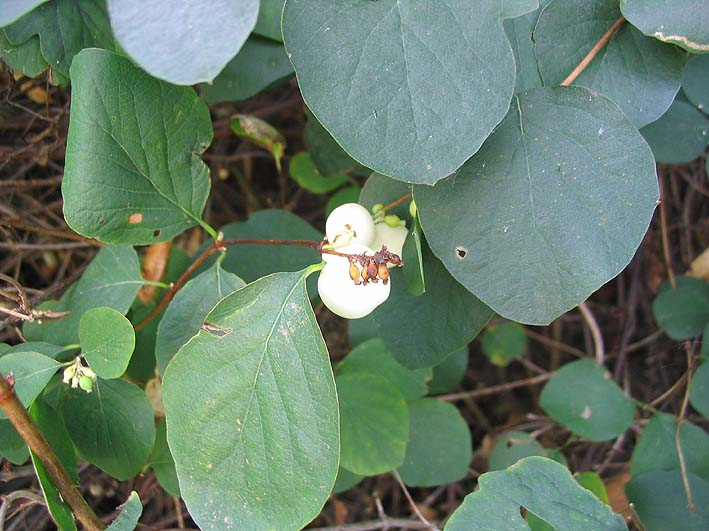
Symphorine.
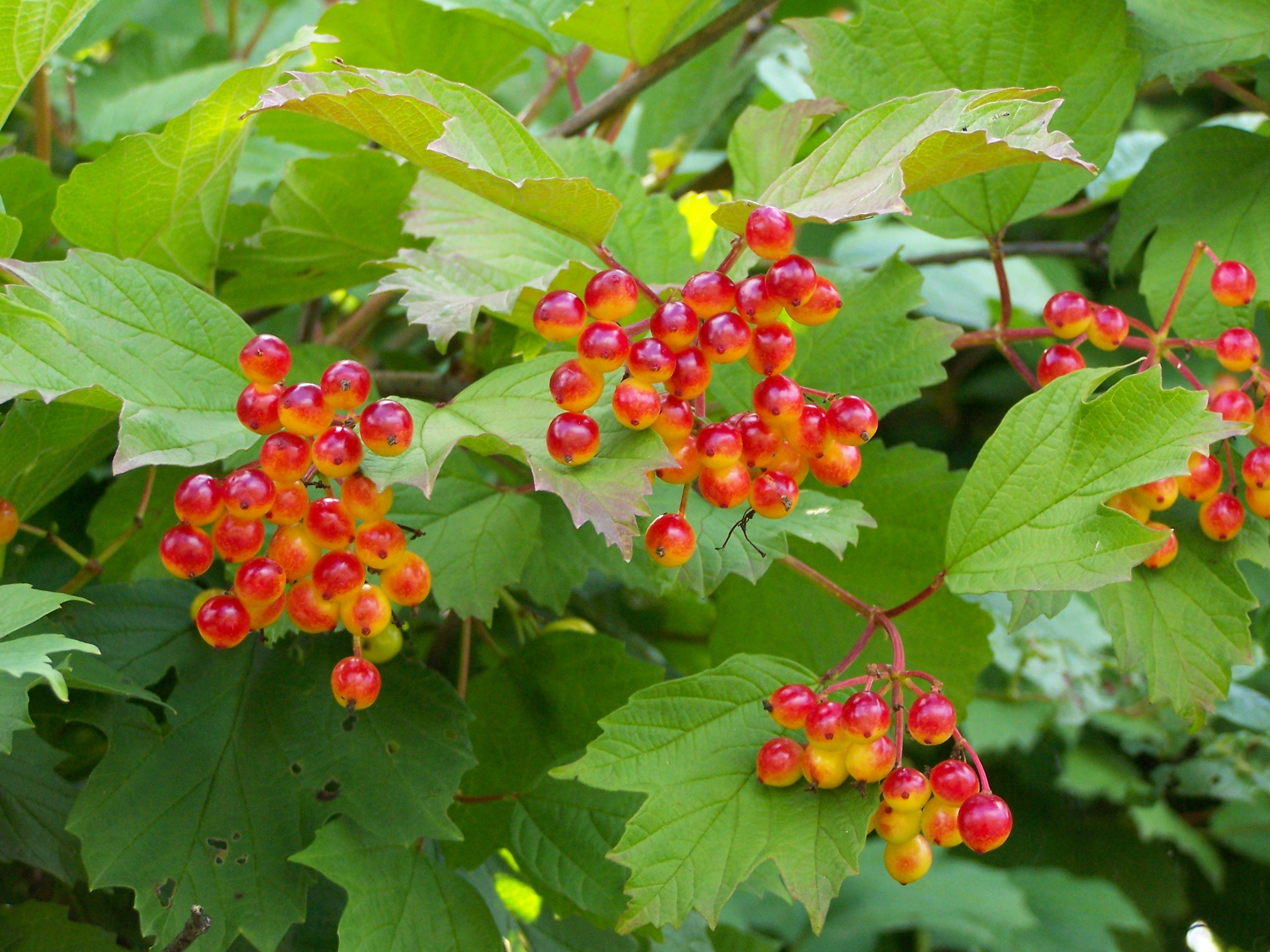
Viorne obier.

## Aquifoliaceae

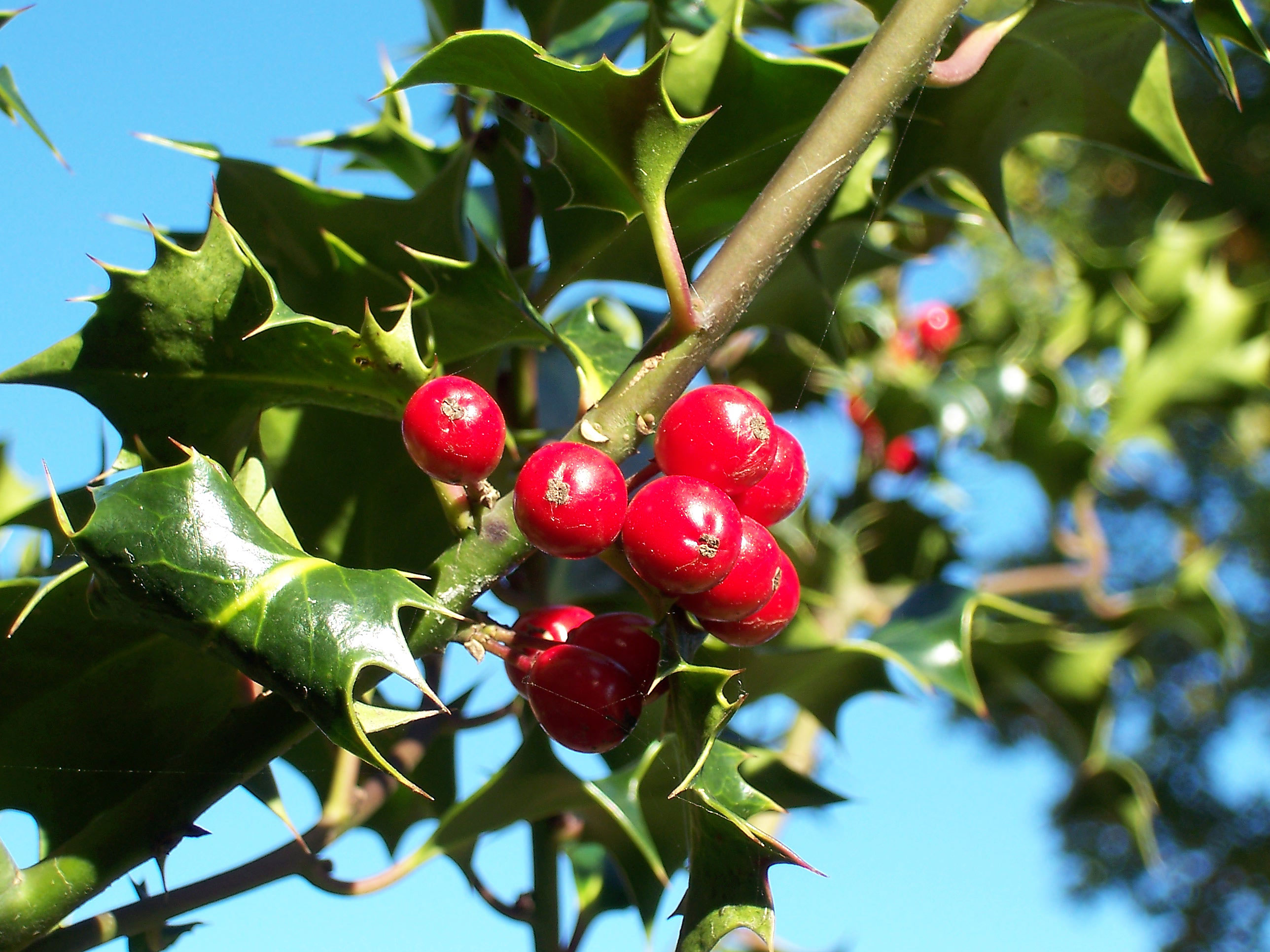
Houx commun

- Houx, Ilex aquifolium, Aquifoliacées. Petit arbuste dioïque à port buissonnant, pouvant atteindre 6 m de haut, voire plus, et à feuilles persistantes au bord épineux, assez commun en Europe. Le fruit est une drupe sphérique ou légèrement ovale de 7 à 10 mm de diamètre, de couleur rouge écarlate, aux propriétés émétiques et purgatives. En cas d'ingestion, il peut provoquer des troubles nerveux sans gravité mais peut être dangereux pour les enfants.

## Araceae
- Arum d'Italie, Arum italicum. baies rouges (forte teneur en saponine).
- Arum tacheté ou pied-de-veau, Arum maculatum. baies rouges (forte teneur en saponine).
- Calla des marais, Calla palustris. baies rouges.

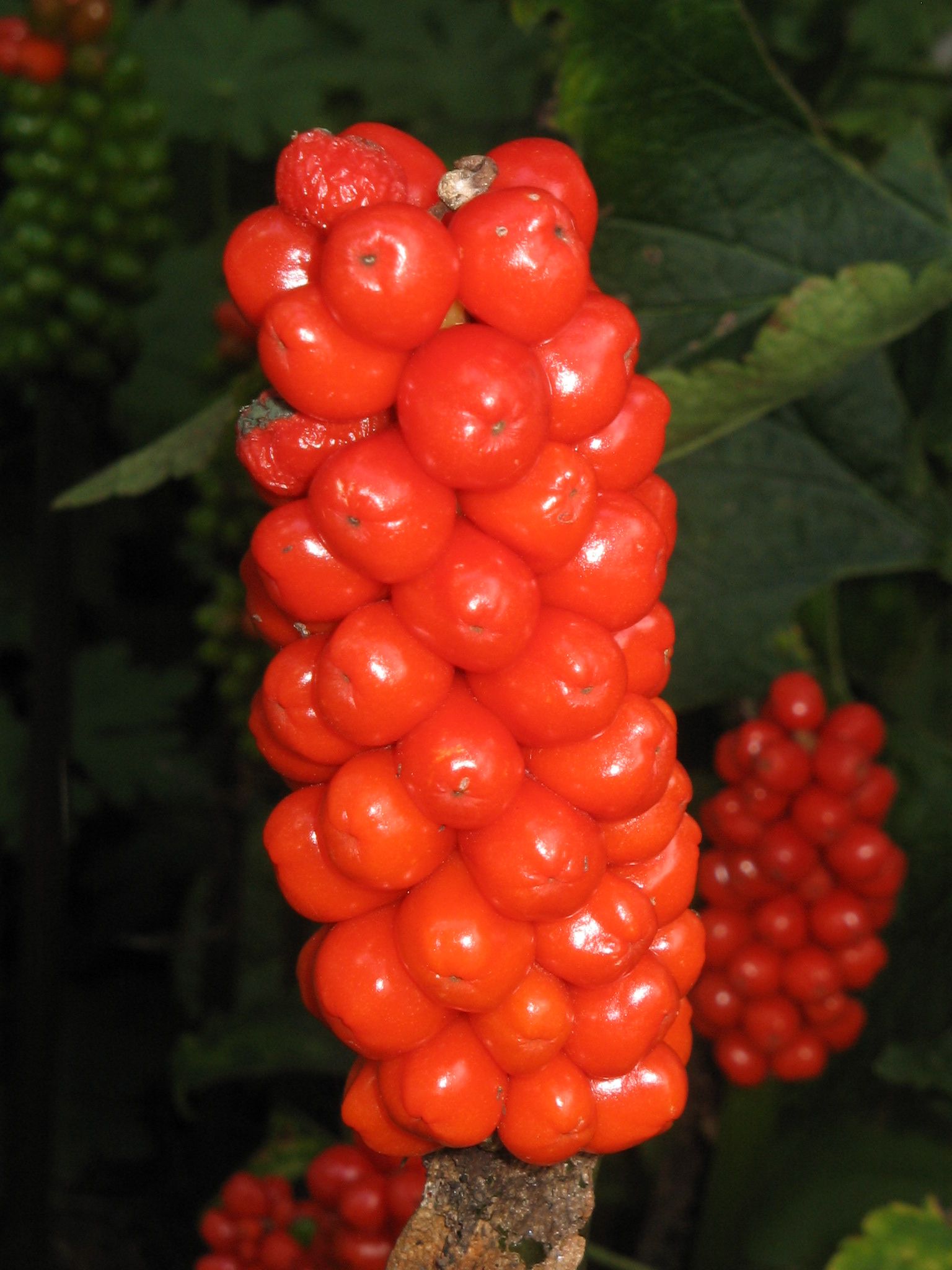
Arum d'Italie.
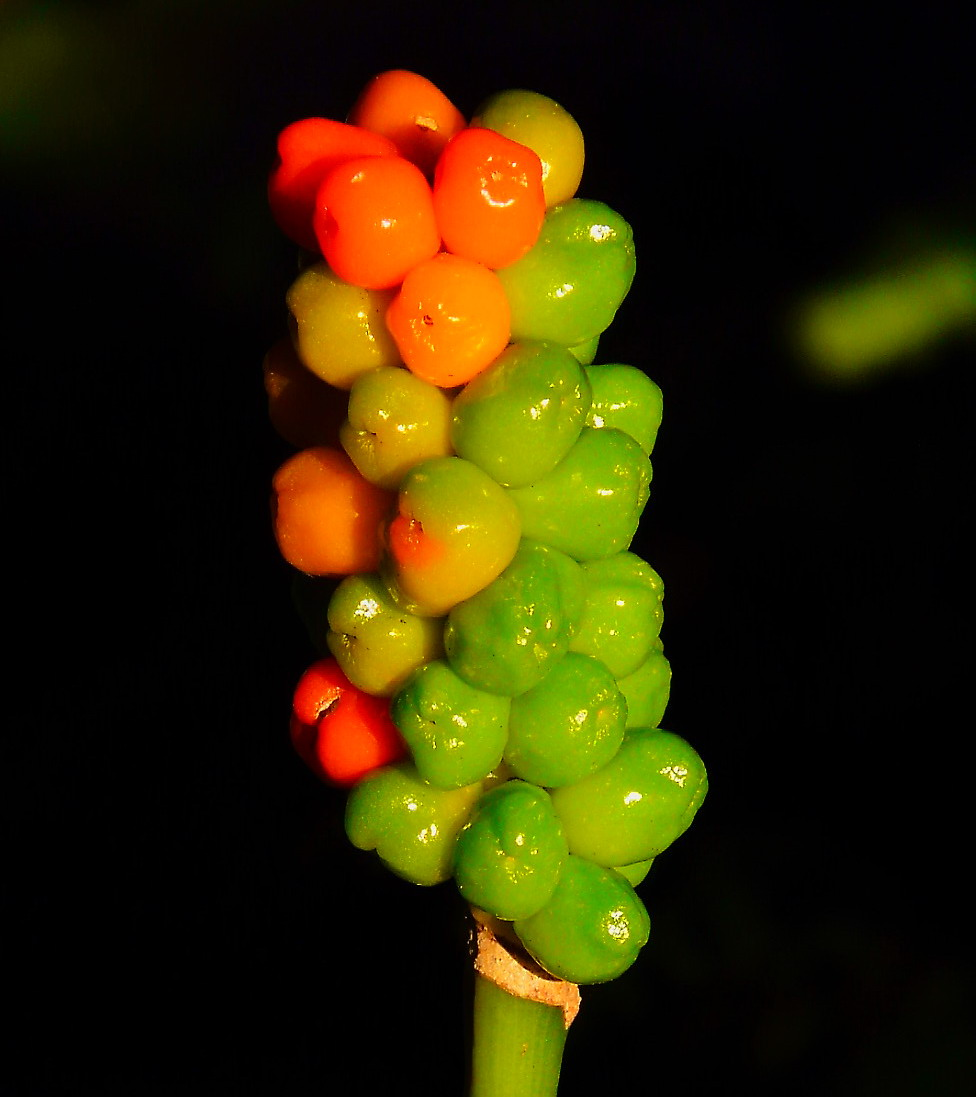
Arum tacheté.
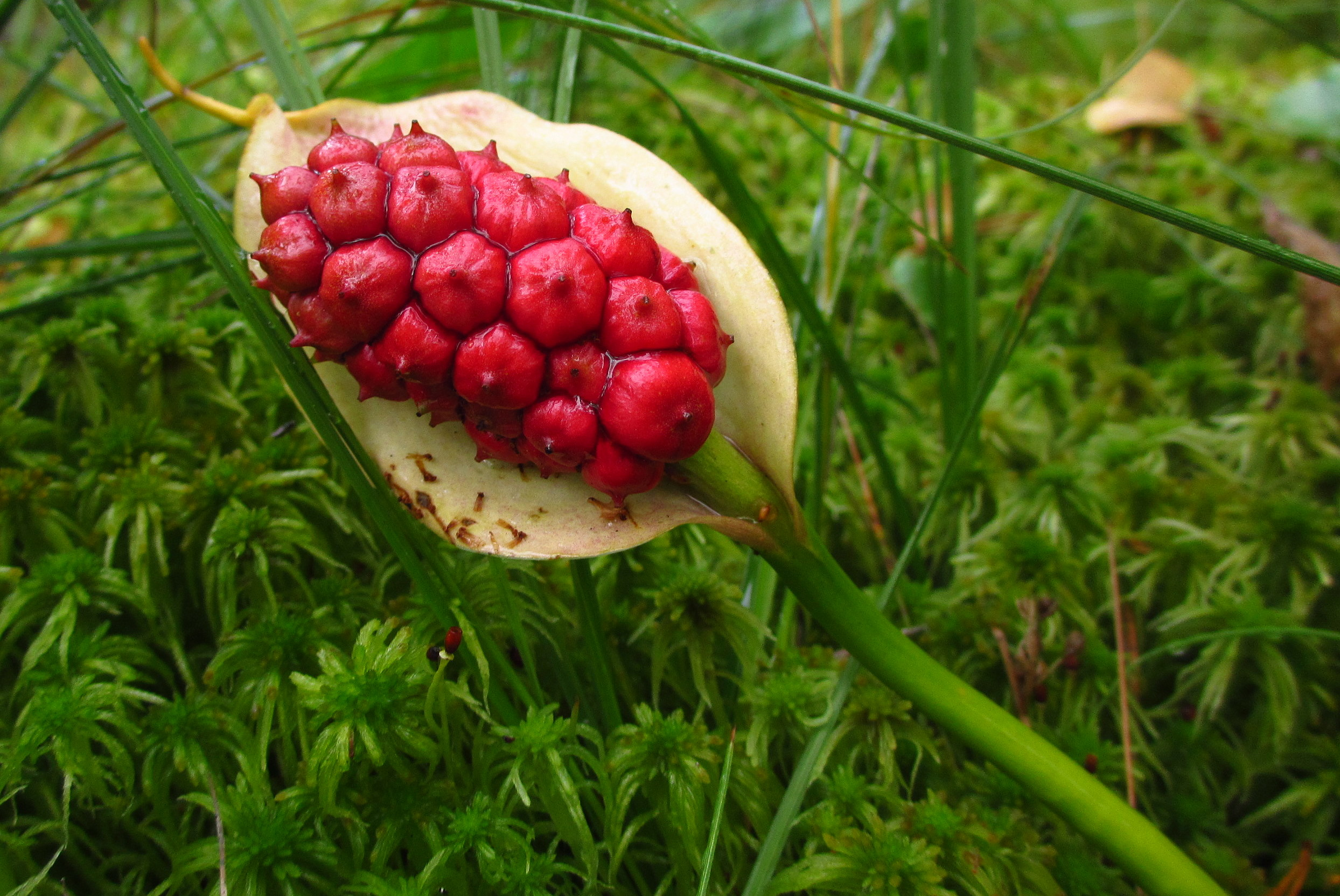
Calla des marais.

## Araliaceae

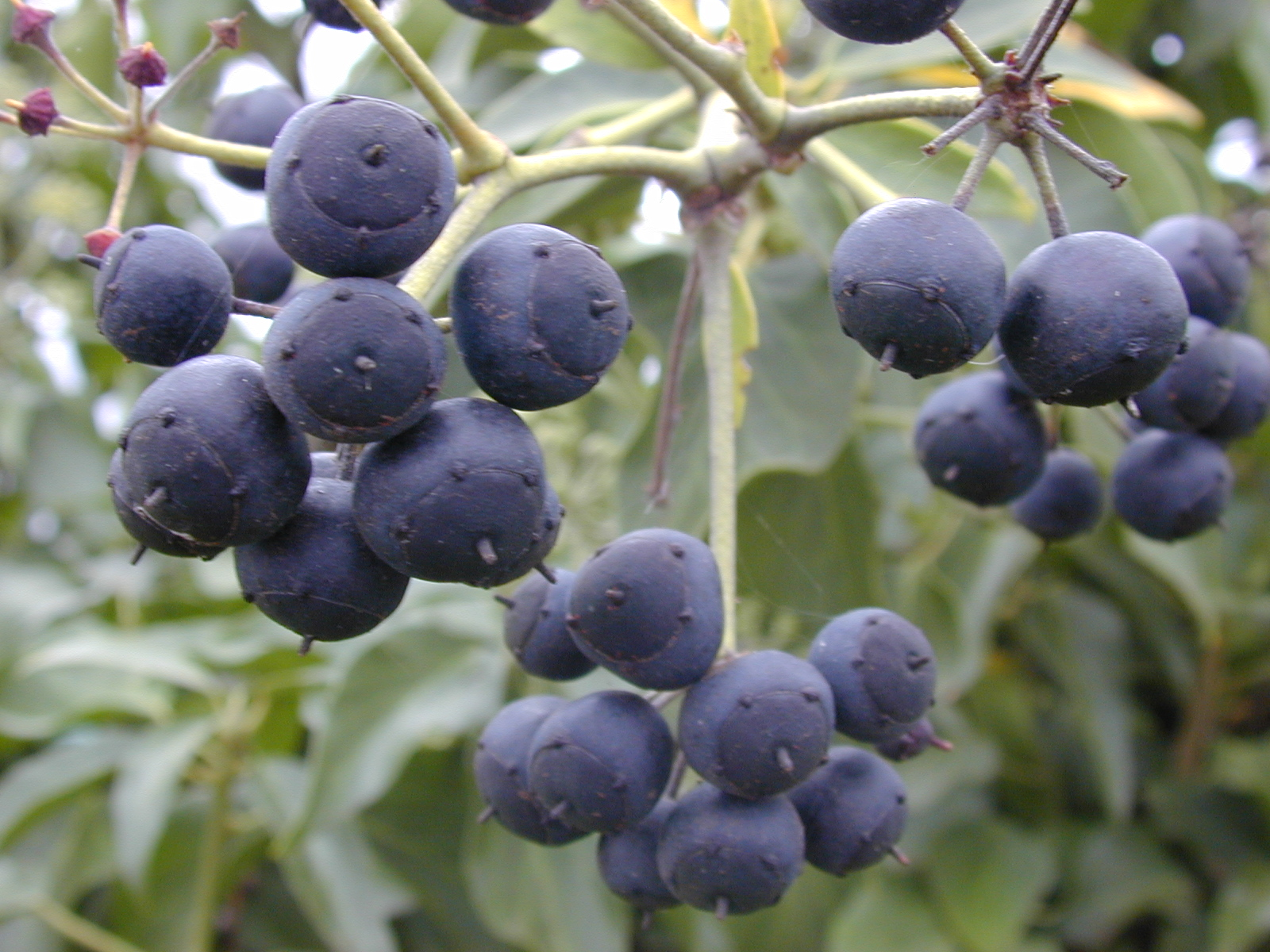
Lierre commun

- Lierre commun, Hedera helix. Liane arborescente, très commune en Europe, dont les tiges ligneuses, rampantes ou grimpantes, peuvent atteindre jusqu'à 40 m de long. Le fruit est une baie sphérique ou légèrement ovale de 6 à 8 mm de diamètre, de couleur bleu-noir. Les fruits sont groupés en ombelles. Ils contiennent diverses substances, dont des saponosides qui les rendent inconsommables.

## Asparagaceae
- Asperge officinale ou asperge cultivée, Asparagus officinalis. Les fruits rouges sont des baies globuleuses, qui contiennent des saponines et peuvent provoquer des troubles digestifs et la destruction des globules rouges du sang (hémolyse)[1].

- Asparagus acutifolius, Asparagus albus, Asparagus aphyllus, Asparagus stipularis, Asparagus tenuifolius, Asparagus verticillatus. Les fruits des différentes espèces, riches en saponines, sont toxiques[1].

- Fragon faux houx ou petit-houx, Ruscus aculeatus. Sous-arbrisseau aux feuilles (ou cladodes) persistantes. Les fruits sont des baies globuleuses, sphériques, de 10 mm de diamètre, de couleur rouge vif à maturité, insérées sous les cladodes. Faiblement toxiques, elles contiennent des saponines et peuvent provoquer des troubles digestifs (vomissements, diarrhées)[2].

- Maïanthème à deux feuilles ou petit muguet, Maianthemum bifolium. fruits rouges

- Sceau de Salomon multiflore, Polygonatum multiflorum. Fruits noirs.
- Sceau de Salomon odorant, Polygonatum odoratum. Fruits noirs.

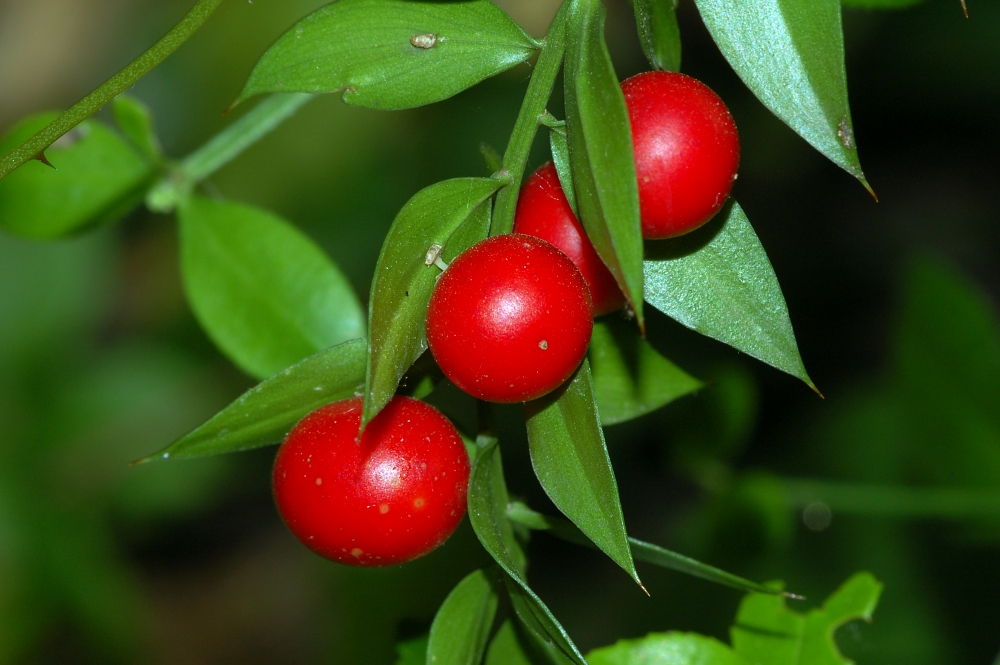
Fragon petit-houx.
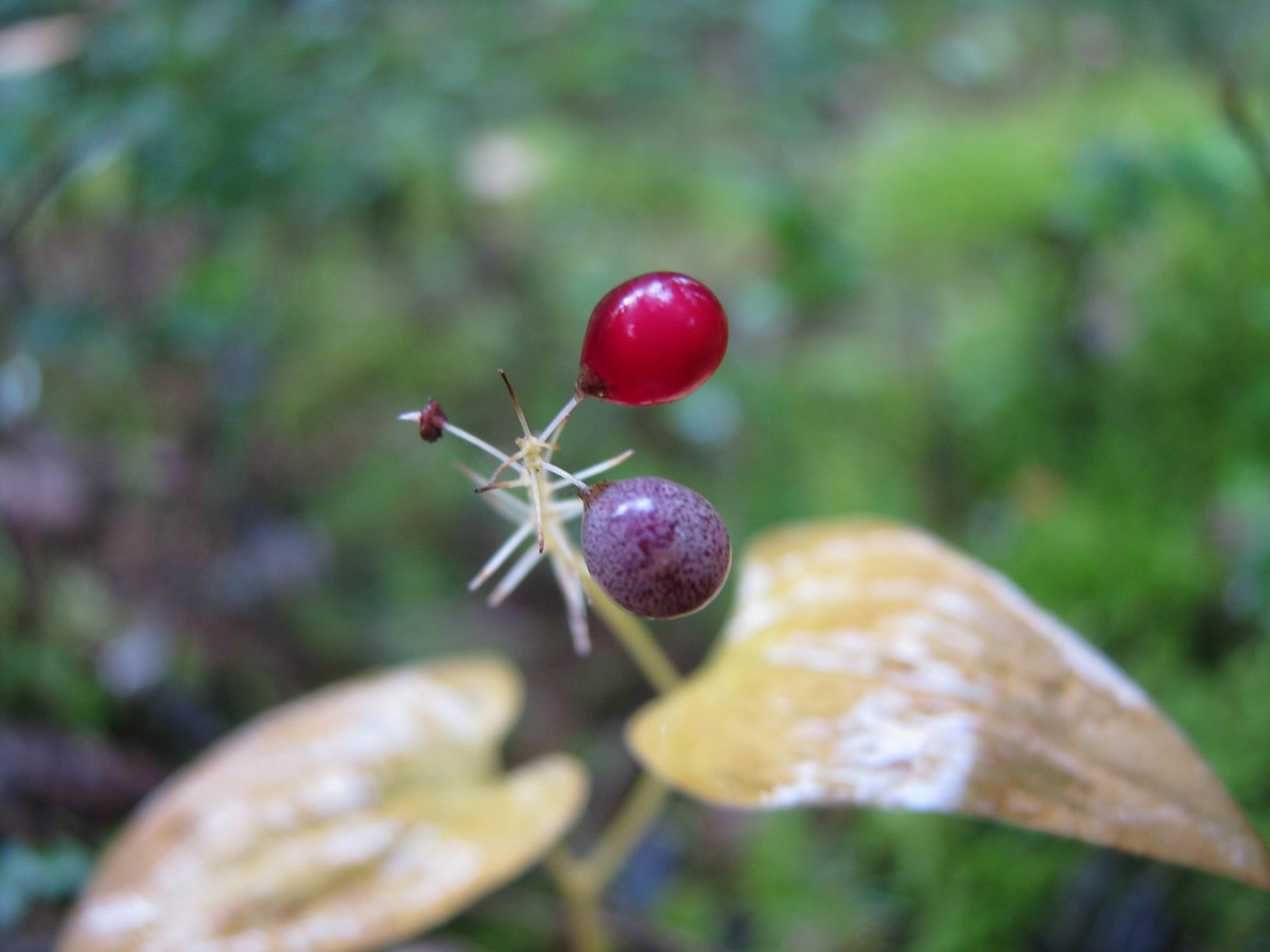
Maïanthème à deux feuilles.
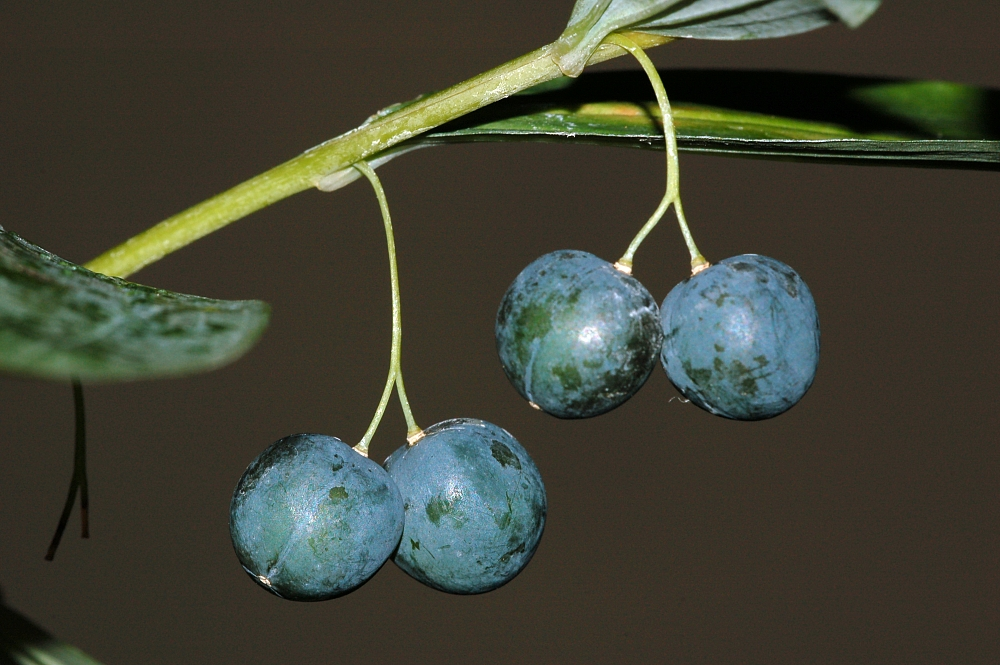
Sceau de Salomon multiflore.
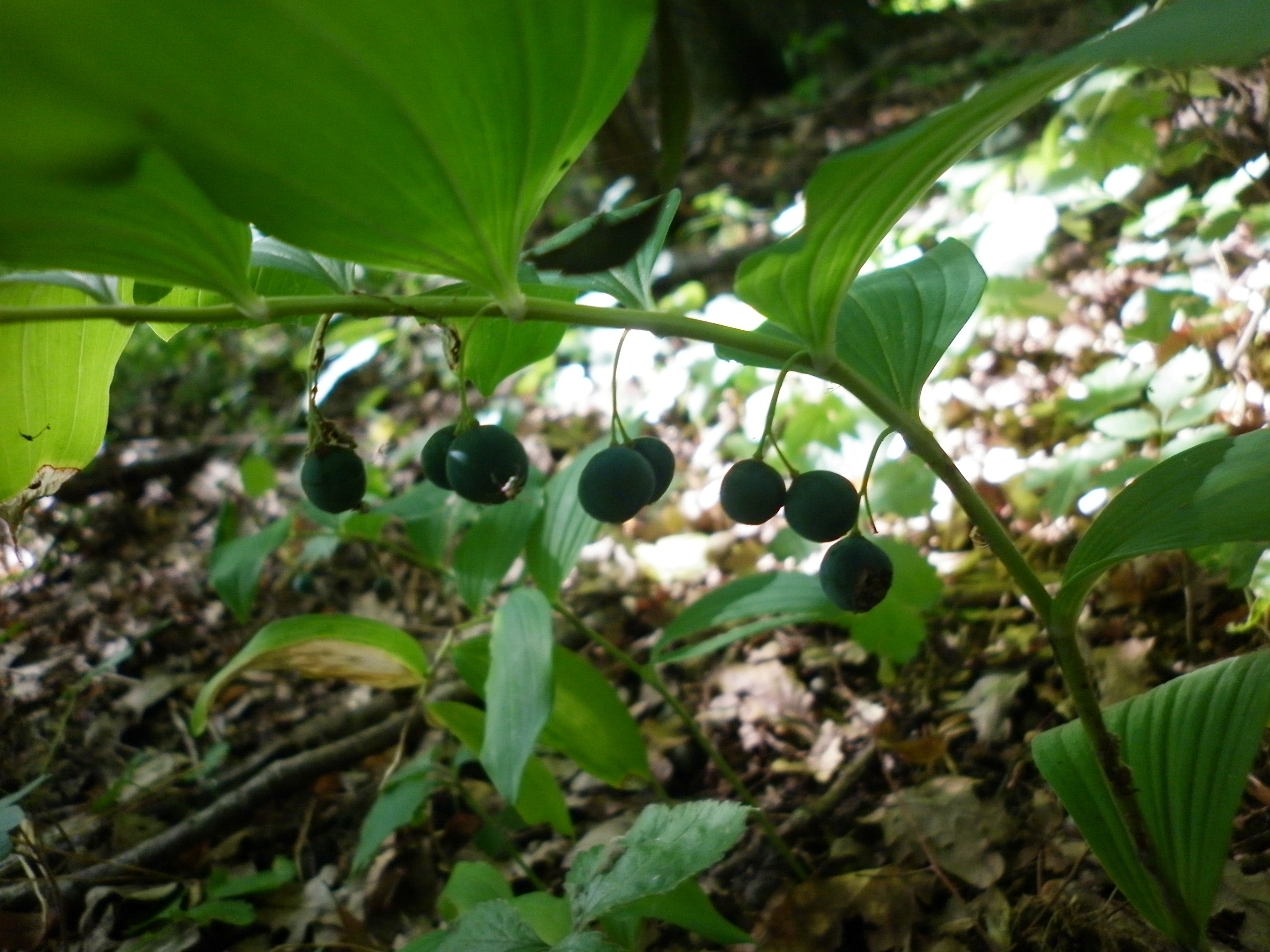
Sceau de Salomon odorant.

## Berbéridaceae

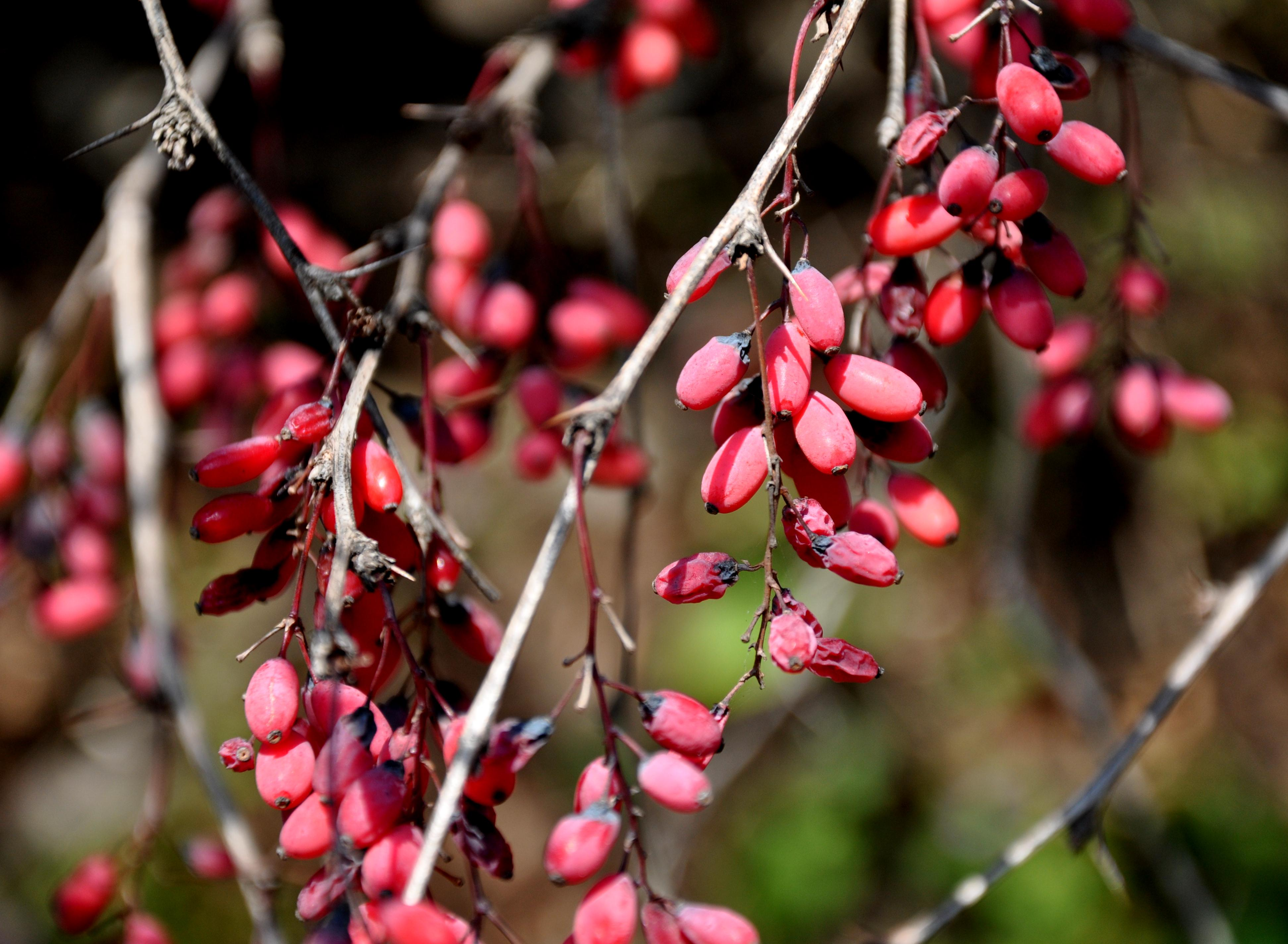
Épine-vinette.

- Épine-vinette ou vinetier, Berberis vulgaris. Arbrisseau de 1 à 2 m de haut. Le fruit est une baie oblongue de 10 à 12 mm de long sur 4 à 5 mm de diamètre, de couleur rouge vif à maturité. Le fruit mûr est comestible, mais le fruit vert est toxique car il contient divers alcaloïdes, dont la berbérine. La consommation de fruits avant leur maturité peut entraîner des troubles digestifs.

## Caprifoliaceae
- Chèvrefeuille des Alpes ou camérisier des Alpes, Lonicera alpigena. baies rouges.
- Chèvrefeuille des bois ou camérisier, Lonicera periclymenum. baies rouges.
- Chèvrefeuille des haies ou chèvrefeuille à balais, Lonicera xylosteum. baies rouges.
- Chèvrefeuille des jardins, Lonicera caprifolium. baies rouges.
- Chèvrefeuille d'Étrurie, Lonicera etrusca. baies rouges.
- Chèvrefeuille noir, Lonicera nigra. baies bleu-noir.

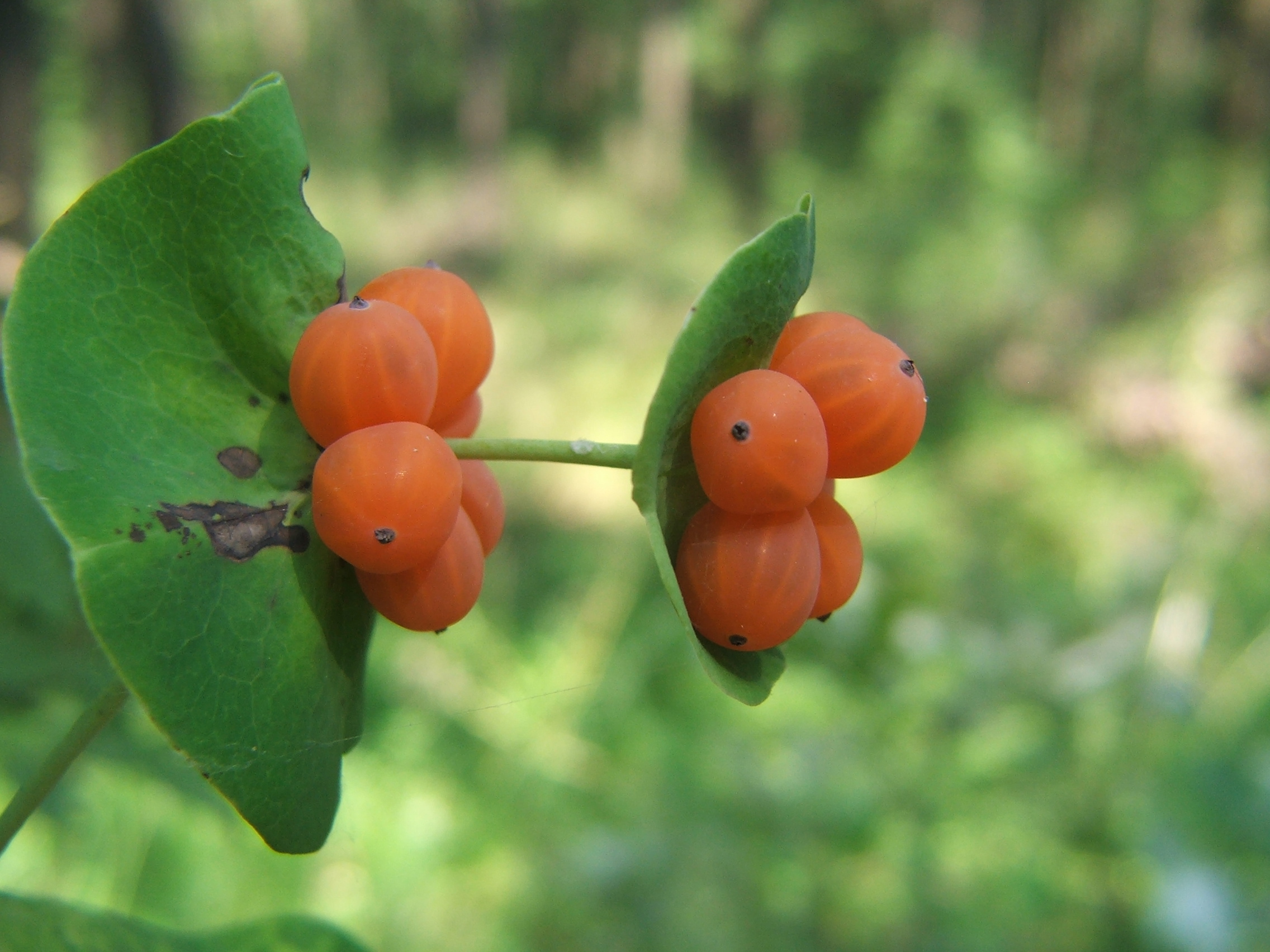
Chèvrefeuille des jardins.
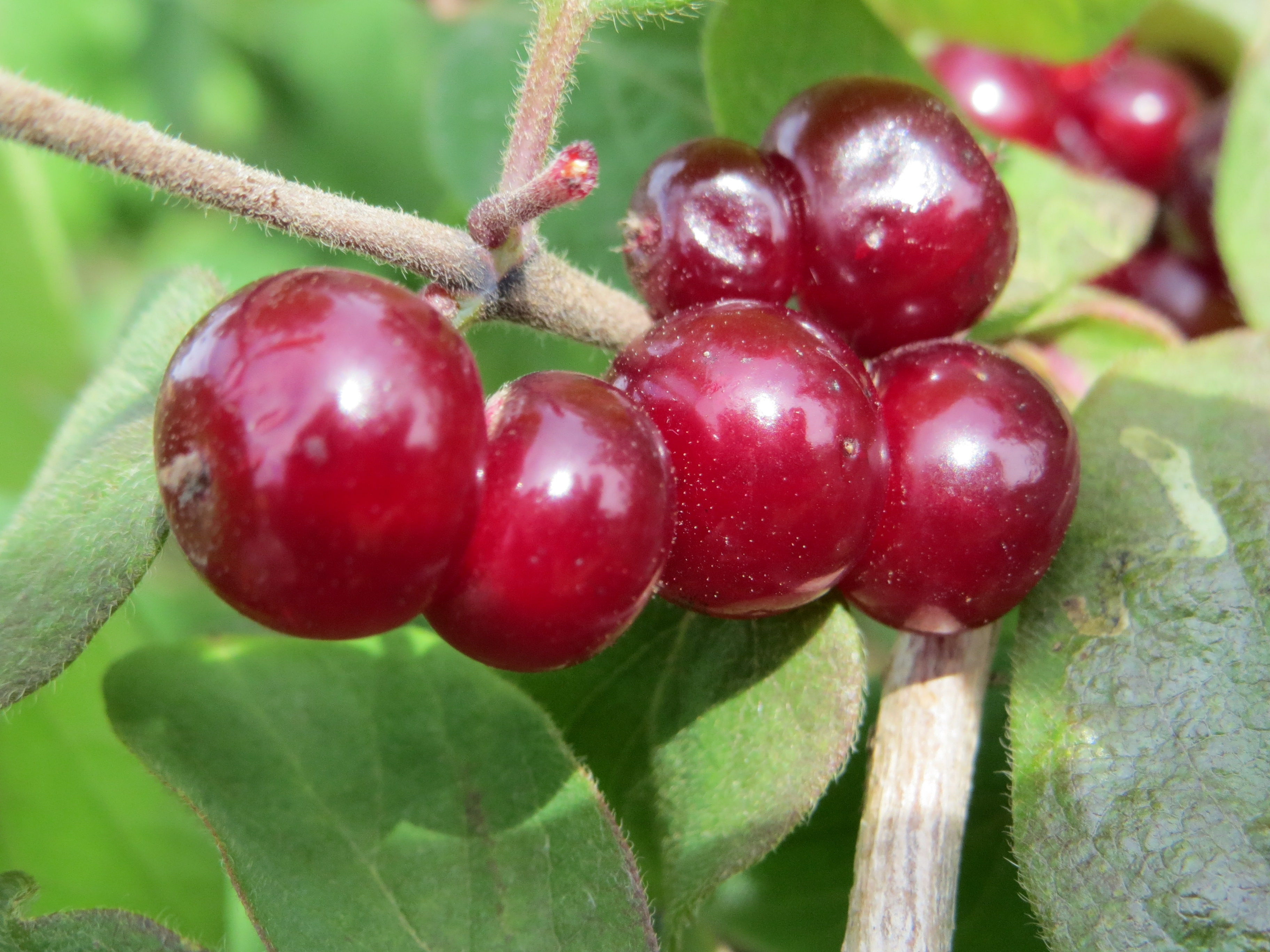
Chèvrefeuille des haies.
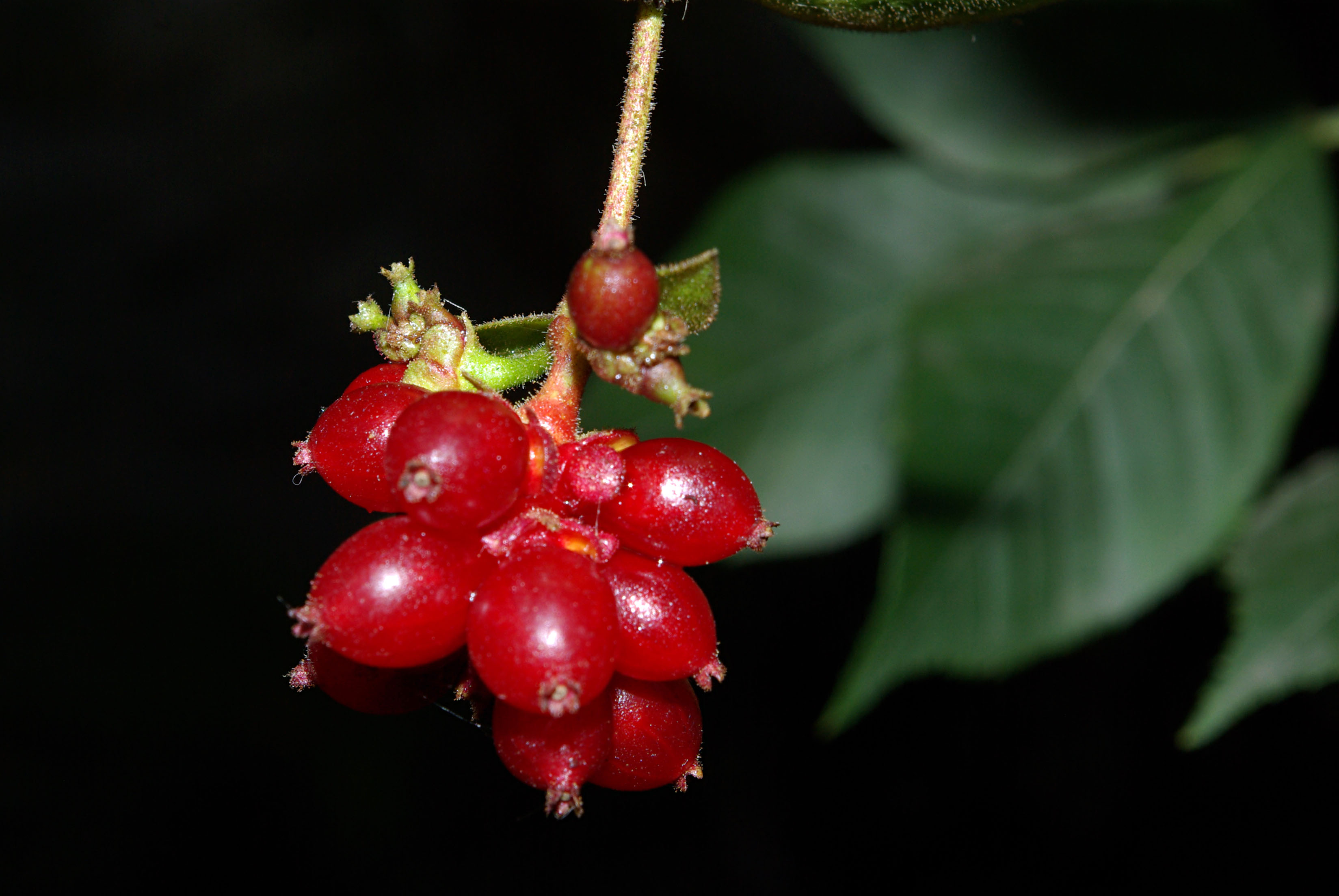
Chèvrefeuille des bois.

## Celastraceae
- Fusain d'Europe ou bonnet de prêtre, Euonymus europaeus. Arbrisseau ou arbuste pouvant atteindre 2 à 5 m de haut, commun dans toute l'Europe. Le fruit est une capsule quadrangulaire de 10 à 15 mm de large, de couleur rose clair, dont la forme évoque celle d'un bonnet de prêtre. Ce fruit est très toxique. Il contient de nombreux composés toxiques, dont un hétéroside cardiotonique, l'évonoside, et des alcaloïdes, dont l'évonine (dans les graines)[3]. L'ingestion de ces fruits peut provoquer des troubles gastro-intestinaux, et en cas de forte doses des convulsions et la mort.
- Fusain du Japon, Euonymus japonicus. Fruits roses.
- Fusain à larges feuilles, Euonymus latifolius. Arbuste des forêts fraîches des montagnes du bassin méditerranéen. Fruits roses.

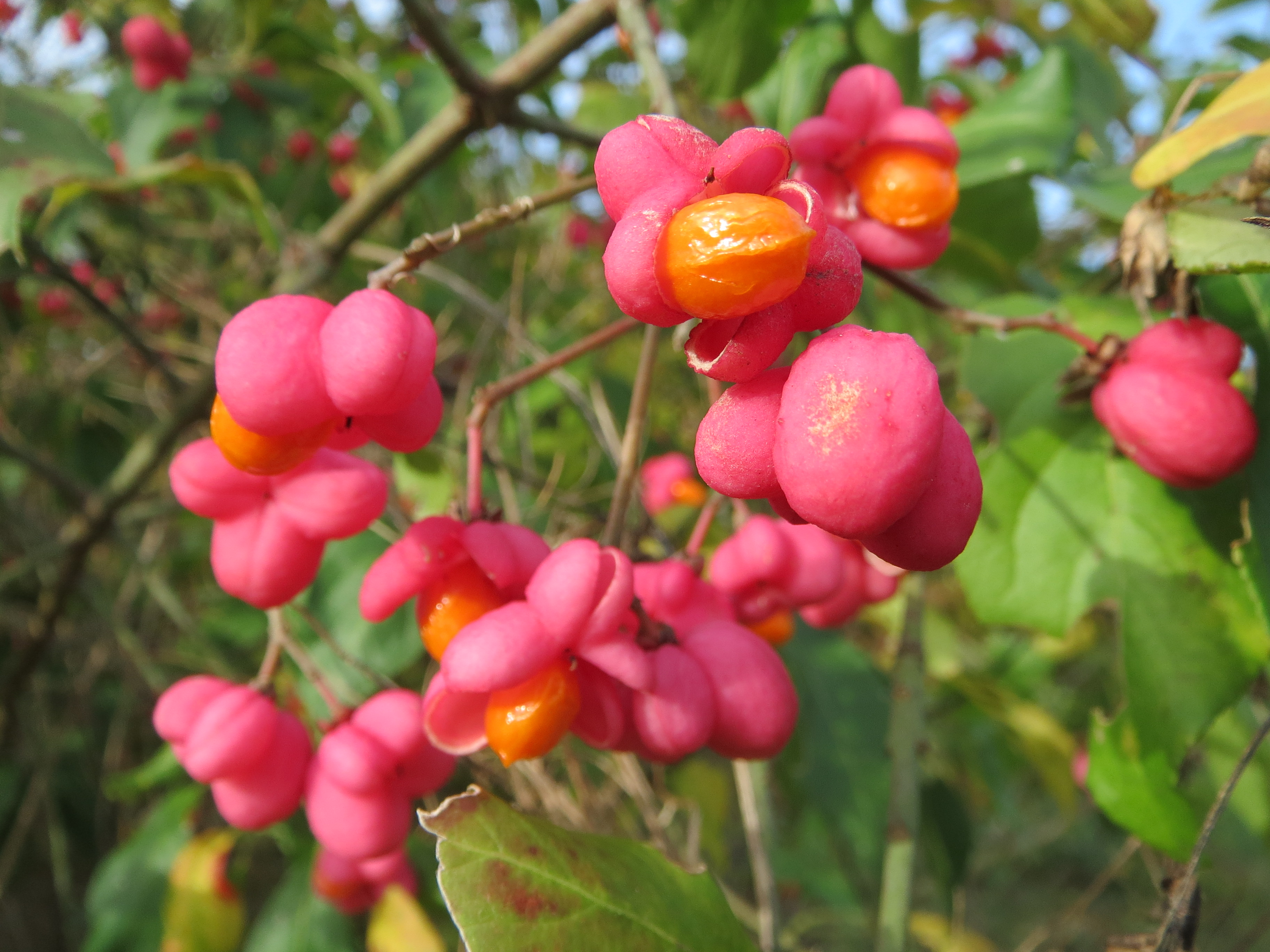
Fusain d'Europe.
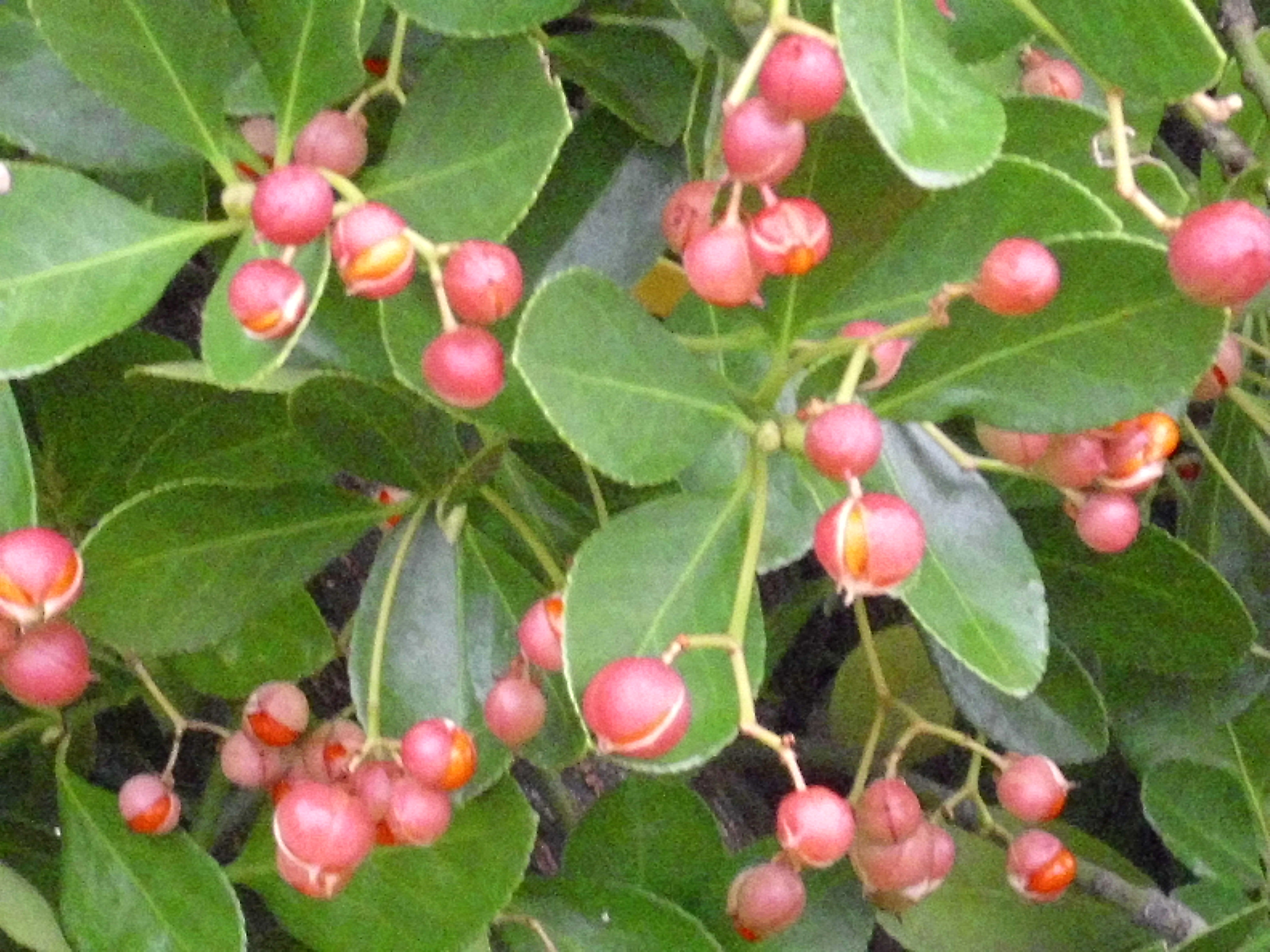
Fusain du Japon.
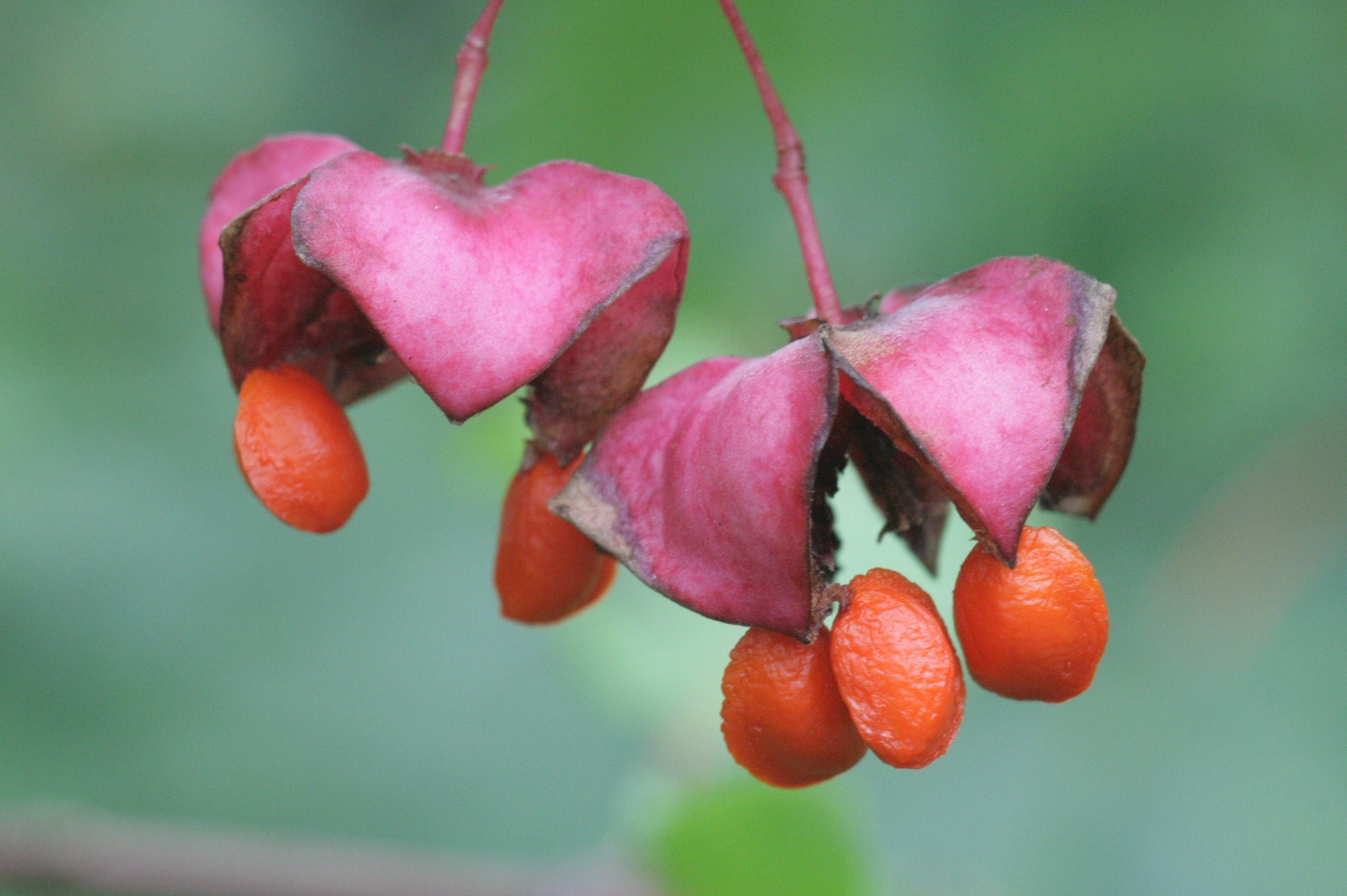
Fusain à larges feuilles.

## Convallariaceae

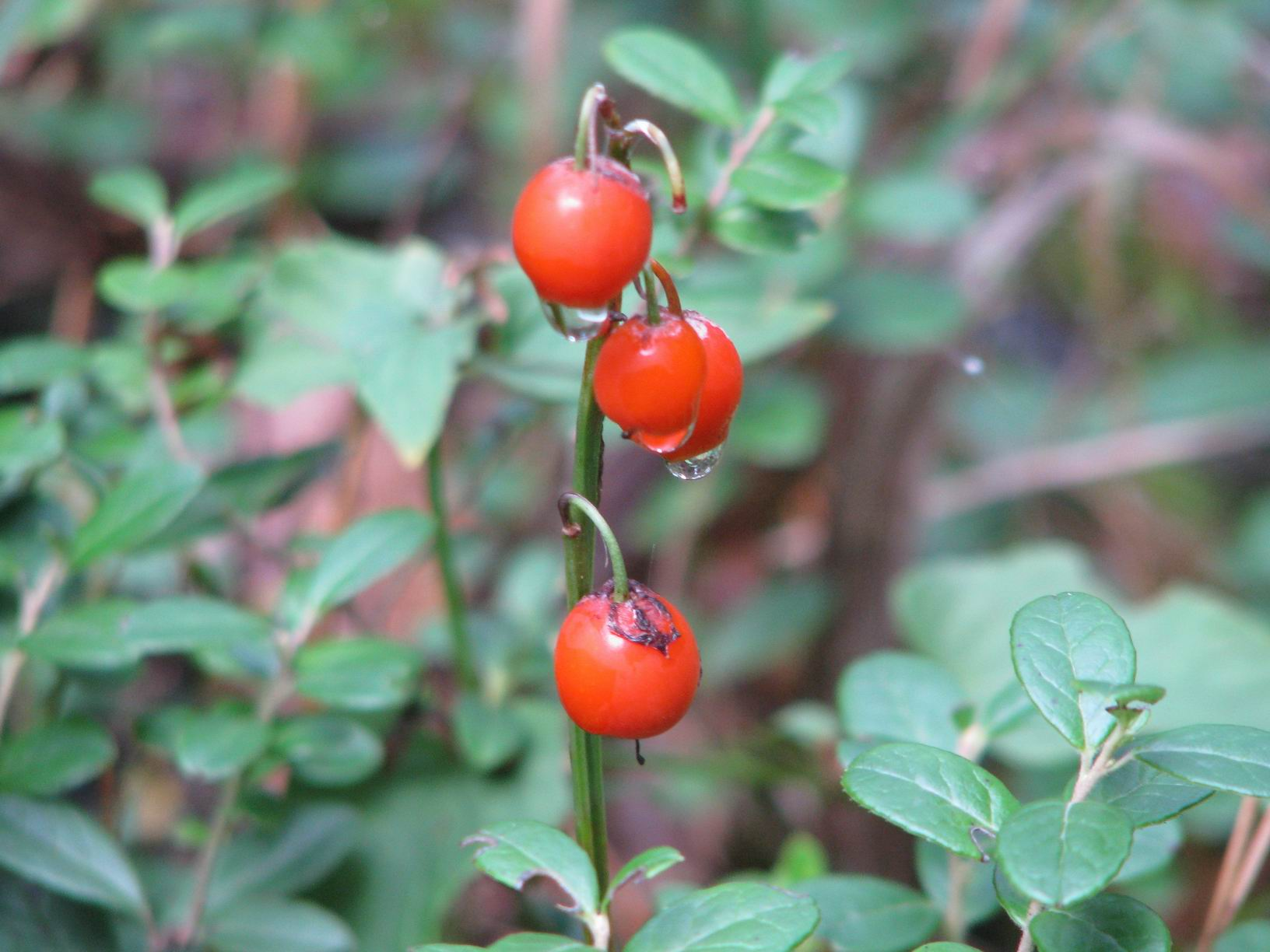
Muguet

- Muguet de mai, Convallaria majalis, Convallariacées. Le muguet est une plante herbacée, vivace par son rhizome, de 10 à 20 cm de haut, commune en Europe dans les bois et les jardins. Les fruits sont de petites baies sphériques, lisses de couleur rouge vif à maturité, orange à maturité incomplète, disposées en grappes dressées. Ces baies, toxiques comme le reste de la plante, contiennent des hétérosides cardiotoniques du groupe de la cardénolide (convallatoxine, convallatoxol) ainsi qu'une saponine émétique et purgative, la convallarine. L'ingestion de quelques baies suffit à provoquer des troubles gastro-intestinaux, puis des troubles cardiaques[4].

## Coriariaceae

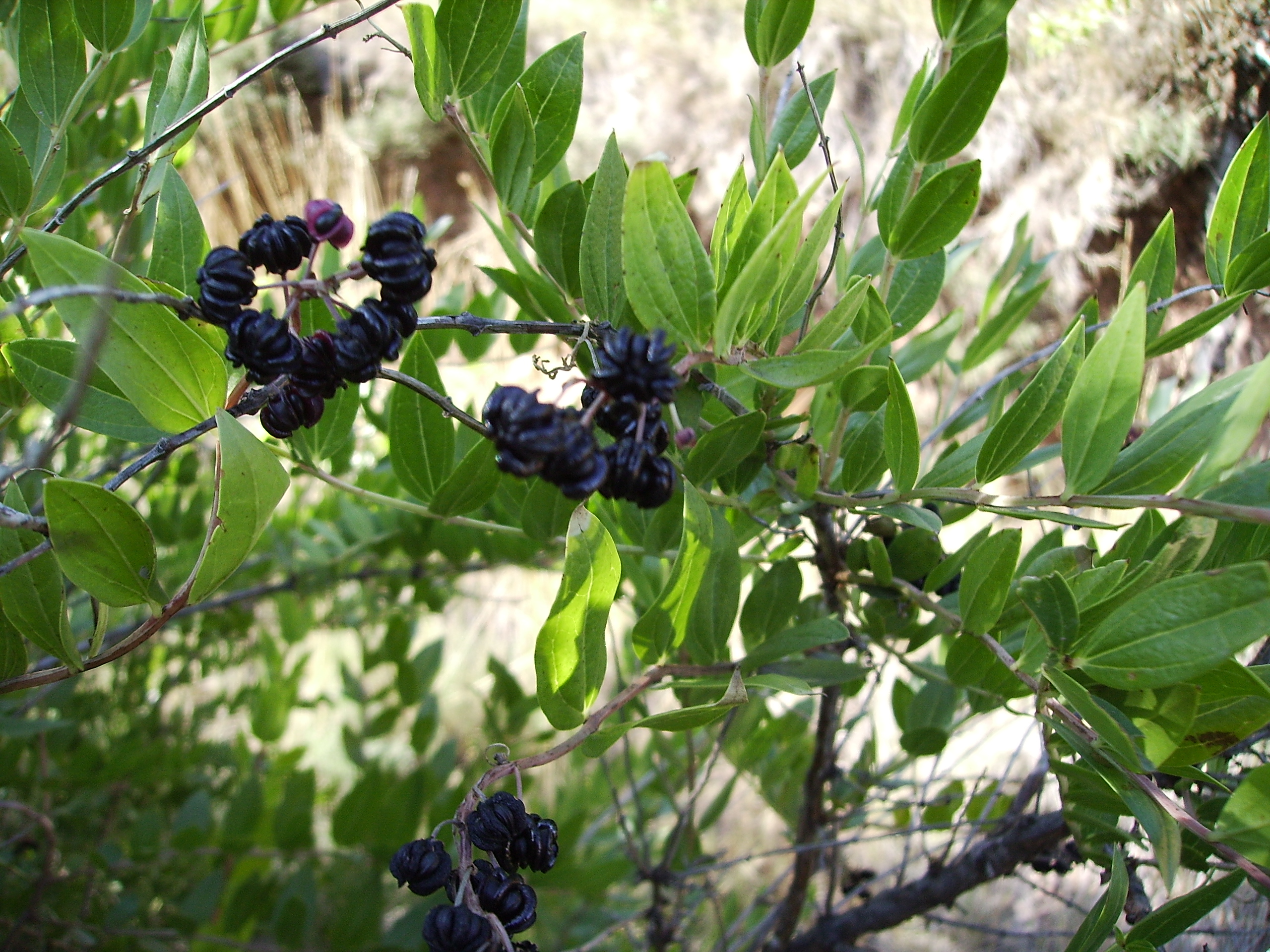
Corroyère.

- Corroyère à feuilles de myrte ou redoul, Coriaria myrtifolia. Arbrisseau de 1 à 2 m de haut de l'Europe méridionale. Le fruit charnu, noir à maturité, évoque l'aspect d'une mûre. Ce fruit en étoile à cinq parties est constitué par le calice et la corolle devenu charnus et entourant le fruit proprement dit. Comme le reste de la plante, ce fruit contient de la coriamyrtine, lactone sesquiterpénique très toxique[5]. Deux décigrammes de cette substance suffisent à tuer un chien de forte taille dans d'horribles convulsions[6]. On a cité plusieurs cas d'empoisonnement mortel chez l'homme, notamment selon de Candolle, celui de soldats français pendant la campagne d'Espagne en 1909, dont trois sont morts et quinze frappée d'une semi-paralysie pendant plusieurs jours. La confusion avec les mûres sauvages est d'autant plus possible que cette plante pousse souvent dans les fourrés de ronces[7].

- La corroyère du Japon, Coriaria japonica, plante d'origine japonaise, parfois cultivée dans les jardins, présente des fruits semblable de couleur violet foncé à maturité, qui sont également très toxiques[8].

## Cornaceae
- Aucuba, Aucuba japonica. Arbuste dioïque, atteignant 2 à 3 m de haut. Originaire d'Asie orientale, il est cultivé en Europe pour ses qualités ornementales, notamment la variété 'Variegata' qui est un clone femelle. Les fruits, ovoïdes, de 10 mm de long, de couleur rouges à maturité, sont des drupes contenant une seule graine. Ces fruits sont faiblement toxiques.

- Cornouiller stolonifère ou cornouiller soyeux, Cornus sericea Cornacées. Arbuste de 4 de haut environ, originaire d'Amérique du Nord, cultivé en Europe comme arbuste d'ornement, parfois subspontané[9]. Fruits blancs faiblement toxiques.

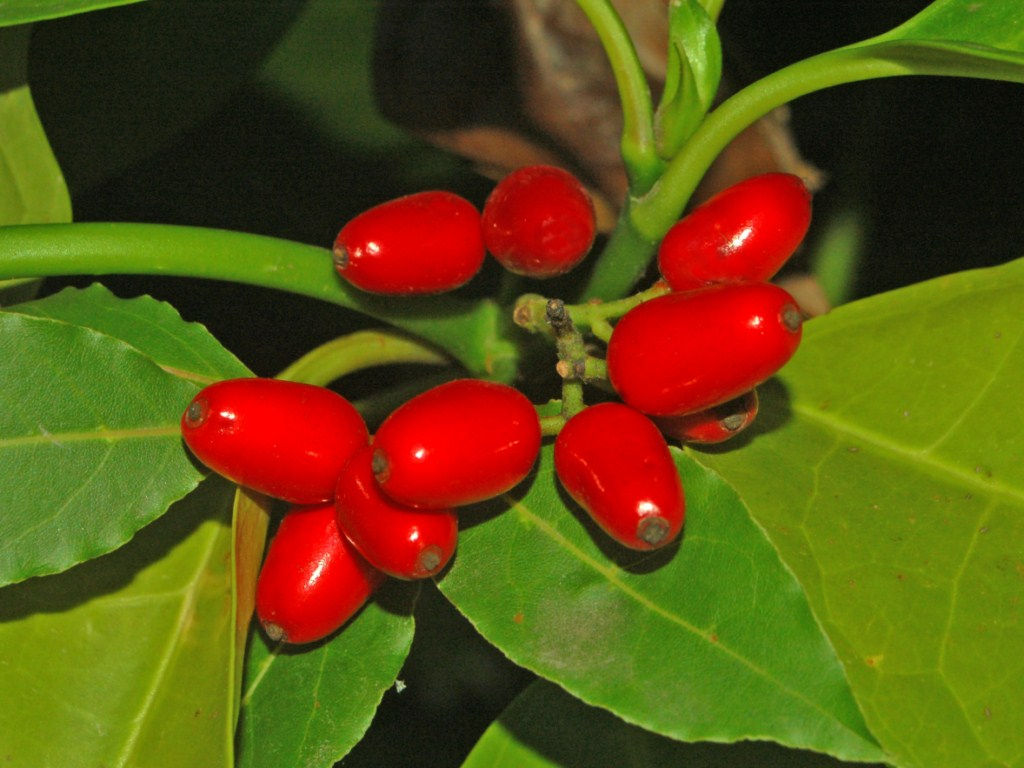
Aucuba du Japon.
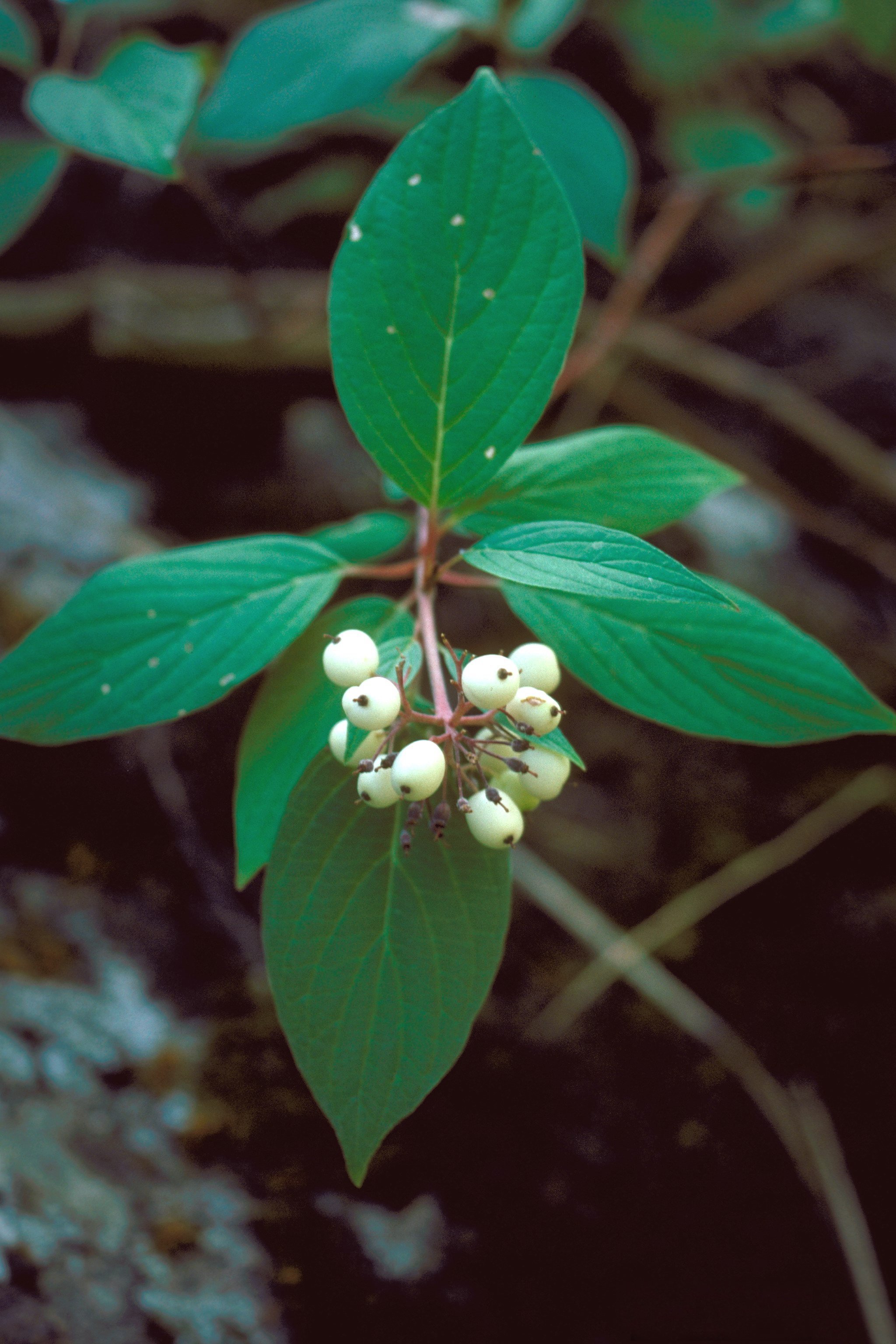
Cornouiller stolonifère.

## Cucurbitaceae
- Bryone dioïque ou navet du diable, Bryonia dioica, Cucurbitacées. La bryone dioïque est une plante grimpante très commune dans les haies, les bois, sur les clôtures et les murs. Ses baies rouges, de 7 à 8 mm d'épaisseur, contiennent des alcaloïdes comme la bryonine et la bryonidine. 40 de ces baies sont mortelles pour un adulte[10].
- La bryone blanche, Bryonia alba ressemble beaucoup à la bryone dioïque mais a des baies noires à maturité. Ces baies sont aussi toxiques.

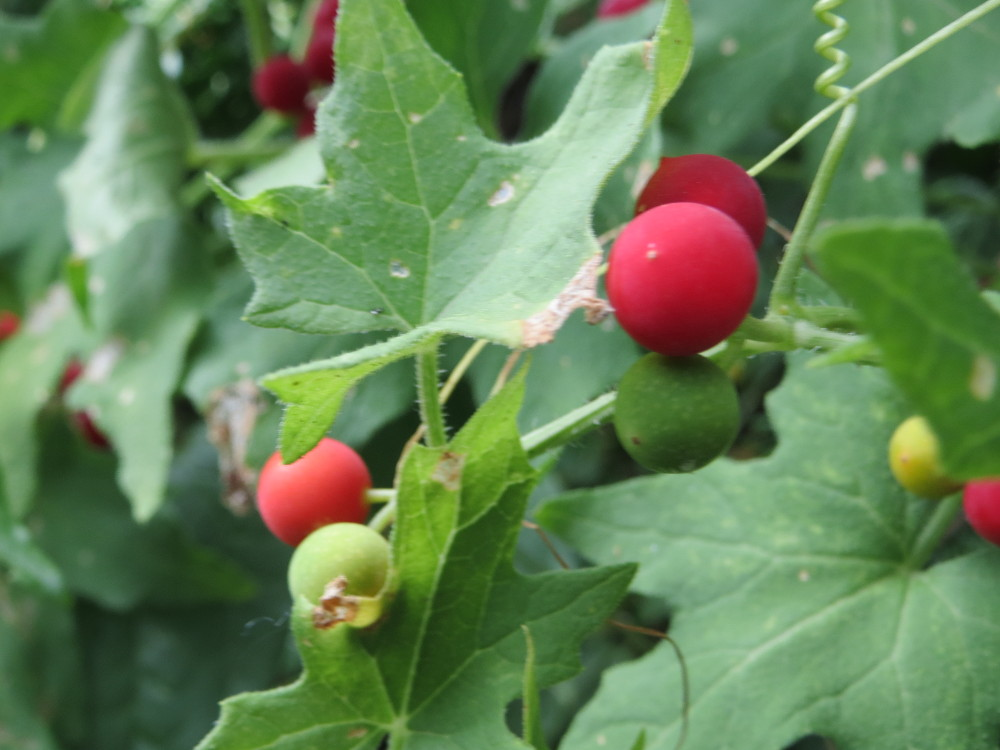
Bryone dioïque.
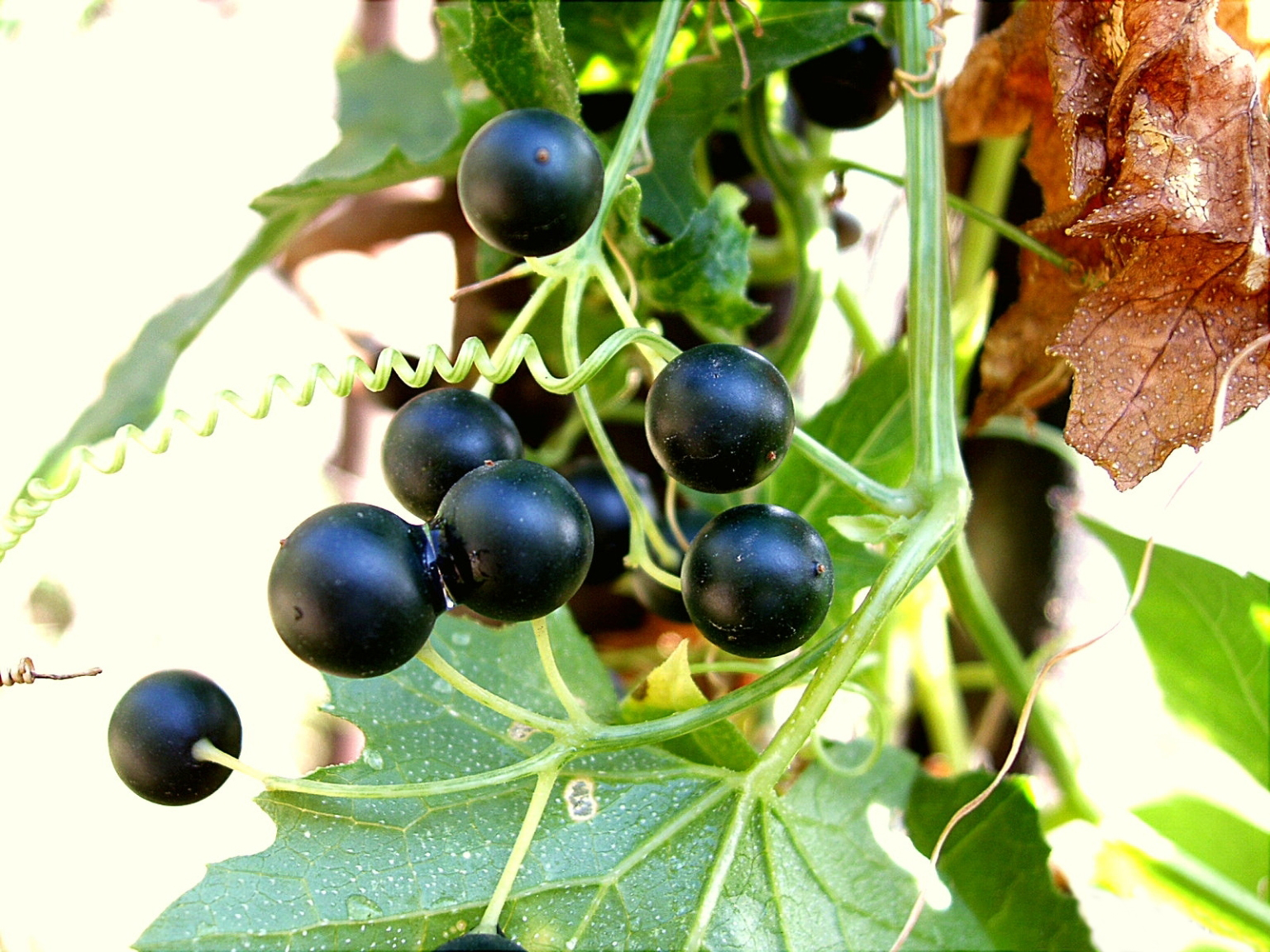
Bryone blanche.

## Dioscoreaceae

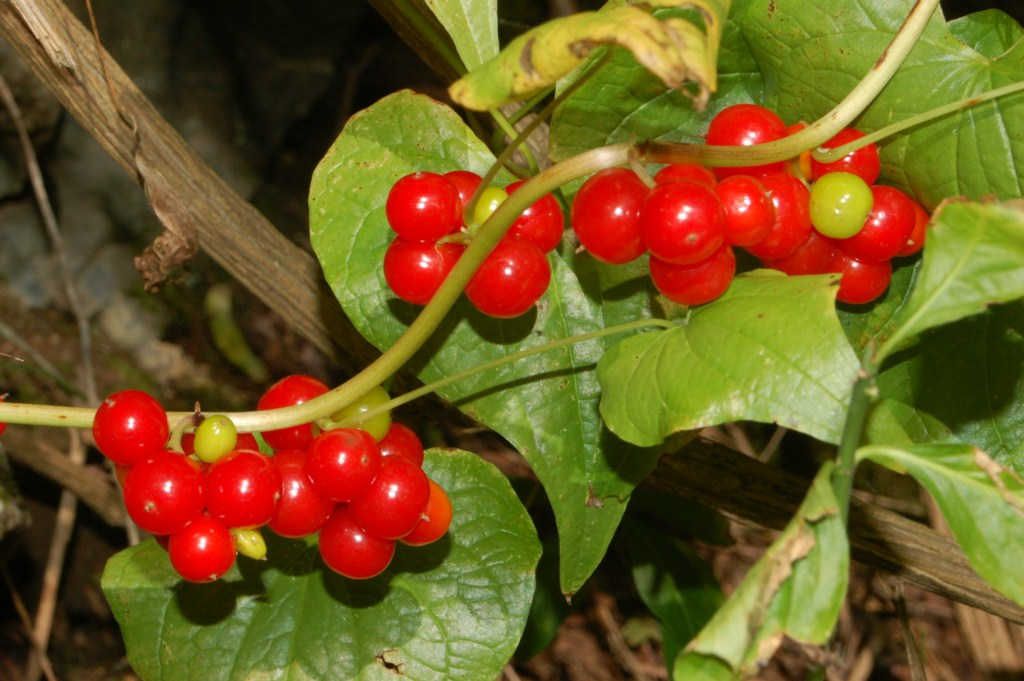
Tamier commun

- Tamier commun ou herbe aux femmes battues, Dioscorea communis. Plante herbacée vivace grimpante, pouvant atteindre 3 m de long. Le fruit est une baie de 12 mm de diamètre, de couleur rouge brillant à maturité. Ces baies contiennent diverses substances dont des saponines, de la diosgénine et des oxalates de calcium qui les rendent toxiques. Leur consommation peut provoquer des troubles digestifs.

## Ginkgoaceae

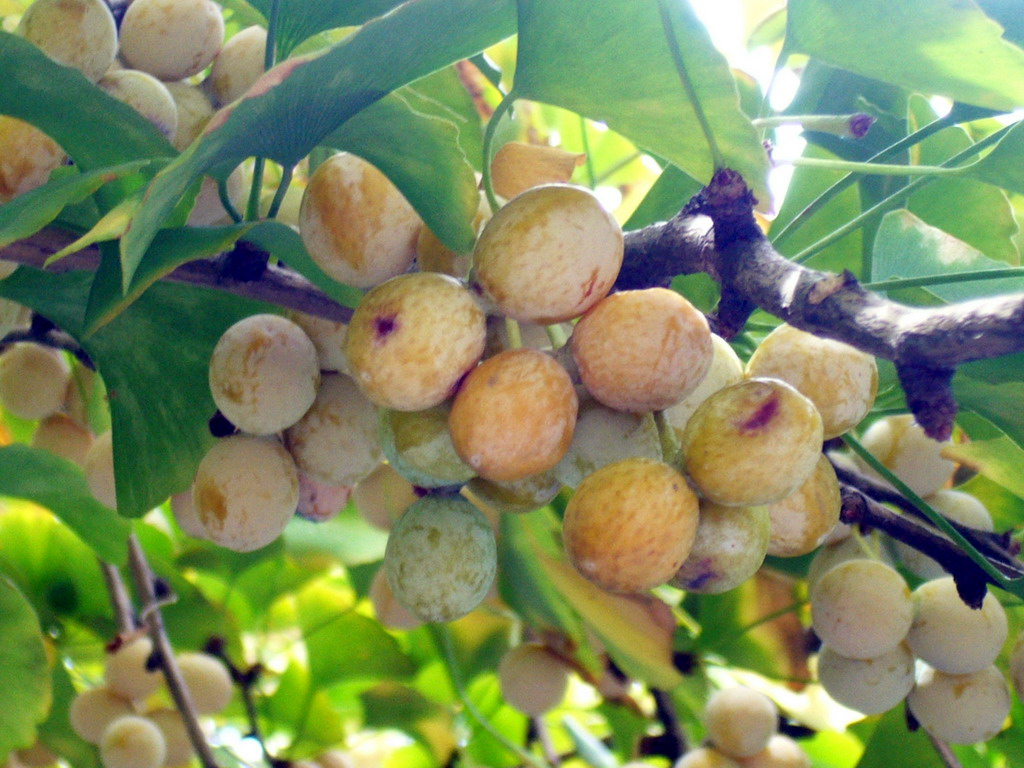
Ginkgo biloba

- Ginkgo, Ginkgo biloba. Arbre dioïque d'origine chinoise introduit en Europe comme espèce d'ornement dans les parcs et jardins. Les « fruits » sphériques, de 2 à 3 cm de diamètre, sont des ovules couvert d'un tégument de couleur jaune-brun. Ces ovules vénéneux, contiennent une substance toxique, la ginkgotoxine (4-O-méthylpyridoxine) qui peut provoquer des convulsions et la mort en cas d'ingestion de quantités excessives, et des acides ginkgoliques qui provoquent des allergies de contact[11].

## Melanthiaceae

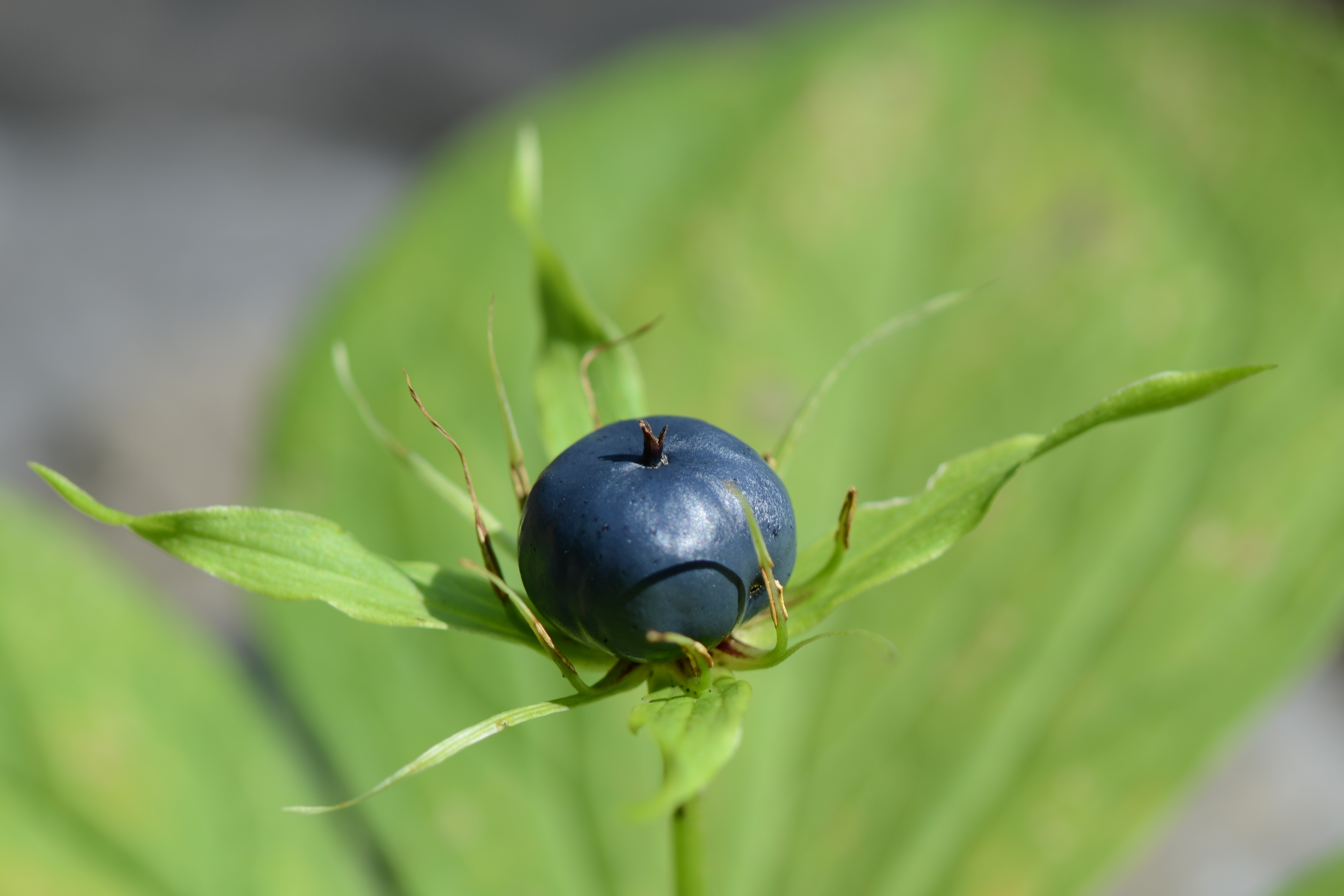
Parisette.

- Parisette, Paris quadrifolia. Plante herbacée commune en Europe, de 25 à 40 cm de haut, à tige unique dressée, portant un verticille caractéristique de quatre feuilles. Le fruit, noir à maturité, est une baie sensiblement sphérique de 10 à 15 mm de diamètre, à quatre loges contenant chacune deux graines. Cette baie est très vénéneuse et contient comme toutes les autres parties de la plante des saponines telles que la paristyphnine et la paridine.

## Menispermaceae
- Coque du Levant, Anamirta cocculus, Ménispermacées. Fruits rouges.

## Oleaceae

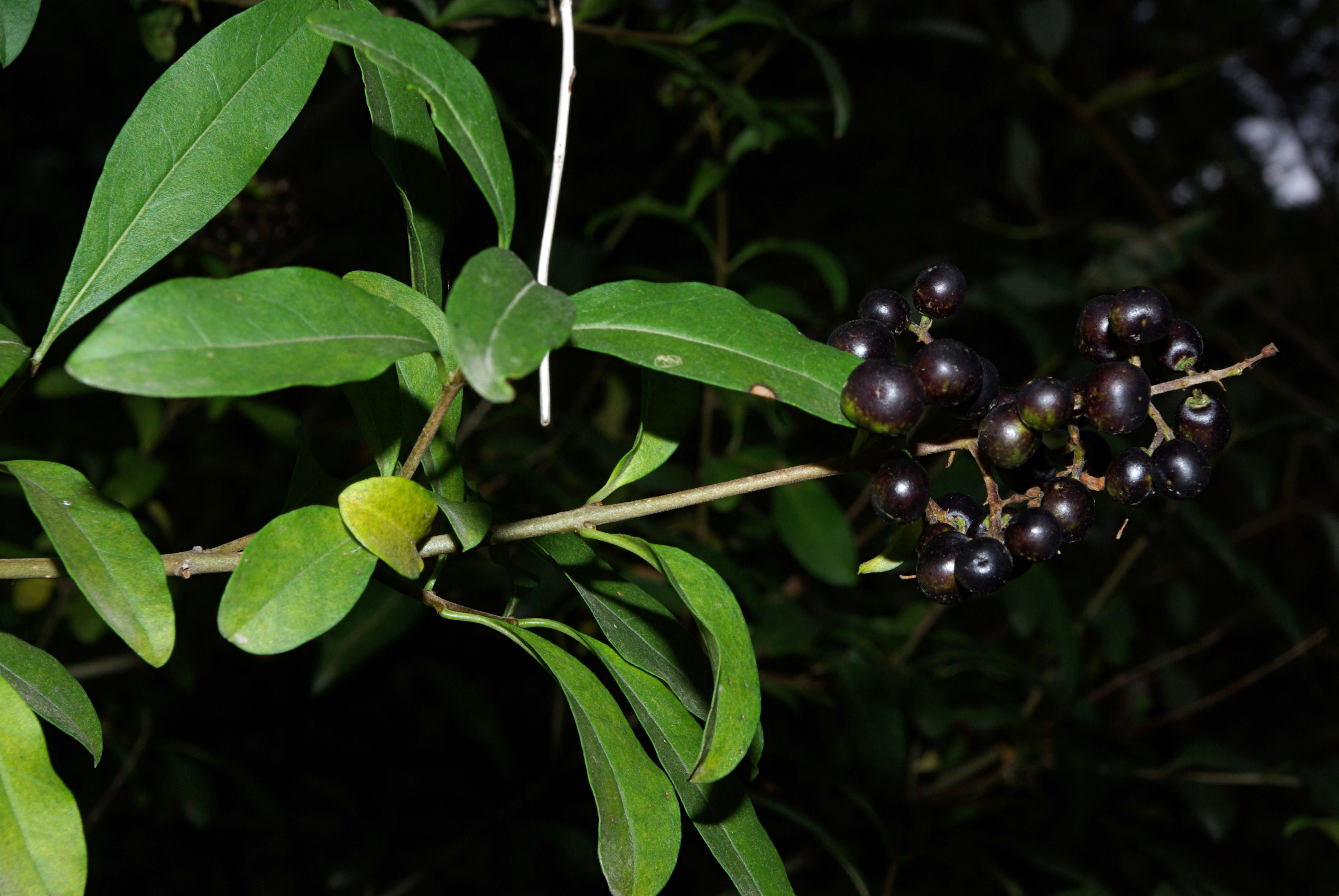
Troène commun.

- Troène commun, Ligustrum vulgare, Oléacées. Arbrisseau de 1 à 3 m de haut, très planté pour constituer des haies. Les fruits sont des baies globuleuses, légèrement aplaties, de 6 à 9 mm de diamètre, noires et brillantes à maturité, groupées en bouquets compats à l'extrémité des rameaux. Ces baies qui contiennent des principes amers et des saponosides sont légèrement toxiques.

## Phytolaccaceae
- Raisin d'Amérique ou teinturier, Phytolacca americana. Plante herbacée vivace pouvant atteindre 3 m de haut, originaire d'Amérique du Nord, elle s'est naturalisée en Europe. Les fruits sont des baies charnues, noires, ridées à maturité, regroupées en longues grappes retombantes.
- Phytolaque à baies, Phytolacca acinosa. Plante herbacée vivace pouvant atteindre 2 m de haut, originaire d'Asie orientale, elle s'est naturalisée en Europe. Les fruits sont des baies charnues, luisantes, noires à maturité, regroupées en grappes dressées ou retombantes. ces baies contiennent deux saponosides stéroïdiques et sont toxiques en cas d'ingestion. Quelques baies suffisent à provoquer une intoxication grave chez l'adulte avec des troubles digestifs et neurologiques.

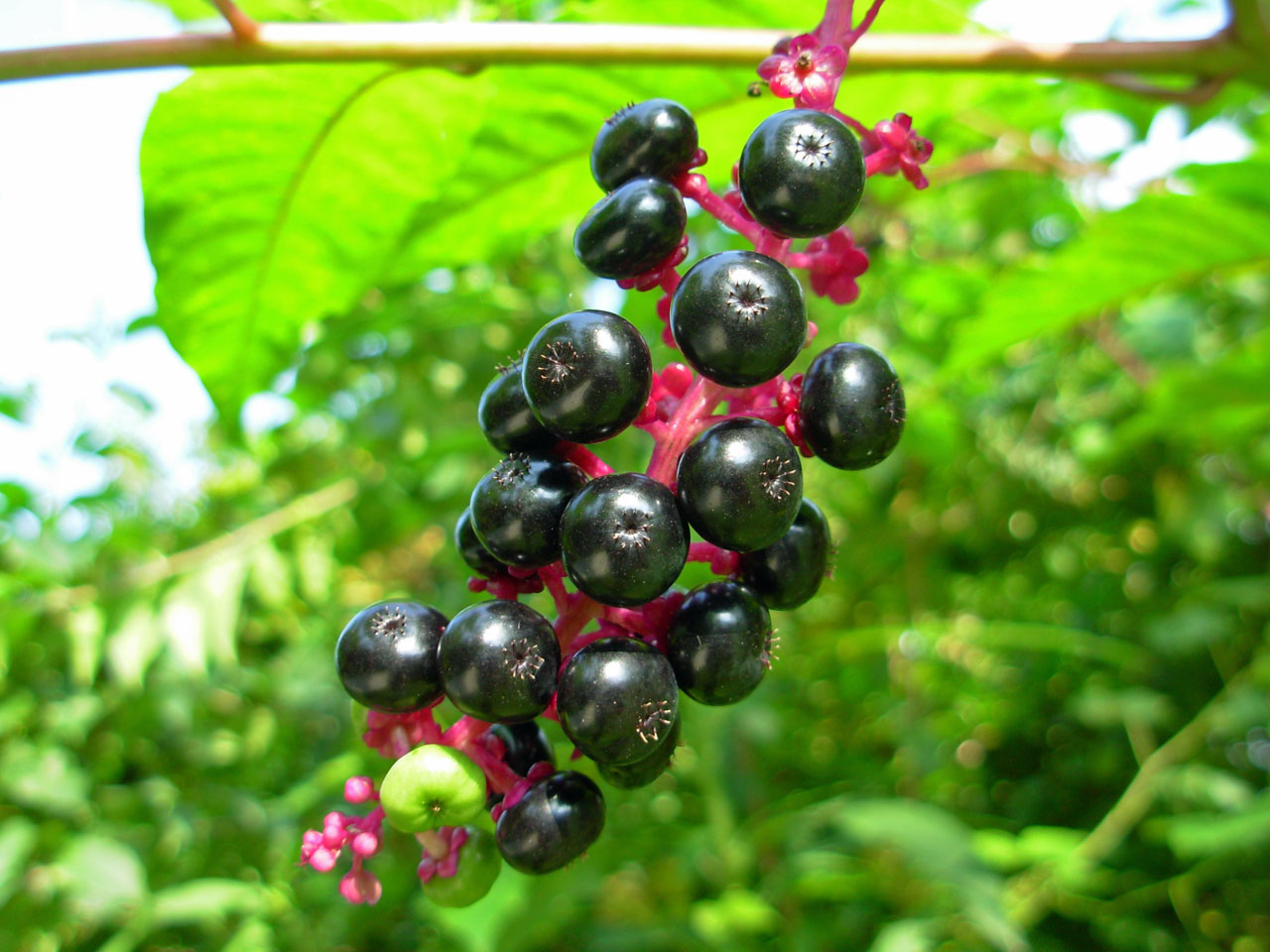
Raisin d'Amérique.
Phytolaque à baies.

## Ranunculaceae

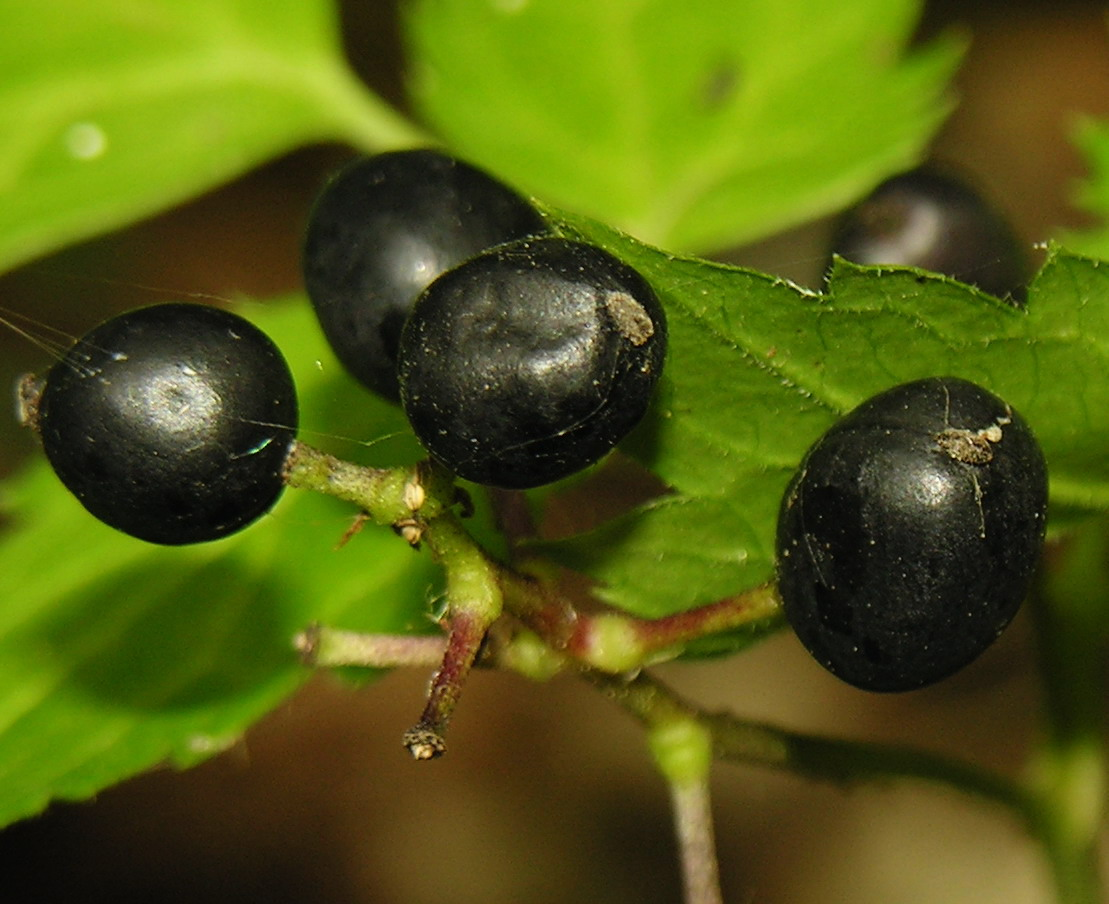
Actée en épi

- Actée en épi, Actaea spicata, Renonculacées. Plante herbacée vivace de 30 à 80 cm de haut. Fruits noirs groupés en grappes. Les baies, âcres et amères, contiennent diverses substances toxiques, dont la protoanémonine. Elle provoquent des troubles digestifs et cardiovasculaires pouvant entraîner la mort.

## Rhamnaceae
- Bourdaine, Frangula alnus. Fruits noirs.
- Nerprun alaterne, Rhamnus alaternus. Fruits noirs.
- Nerprun purgatif, Rhamnus cathartica. Fruits noirs.

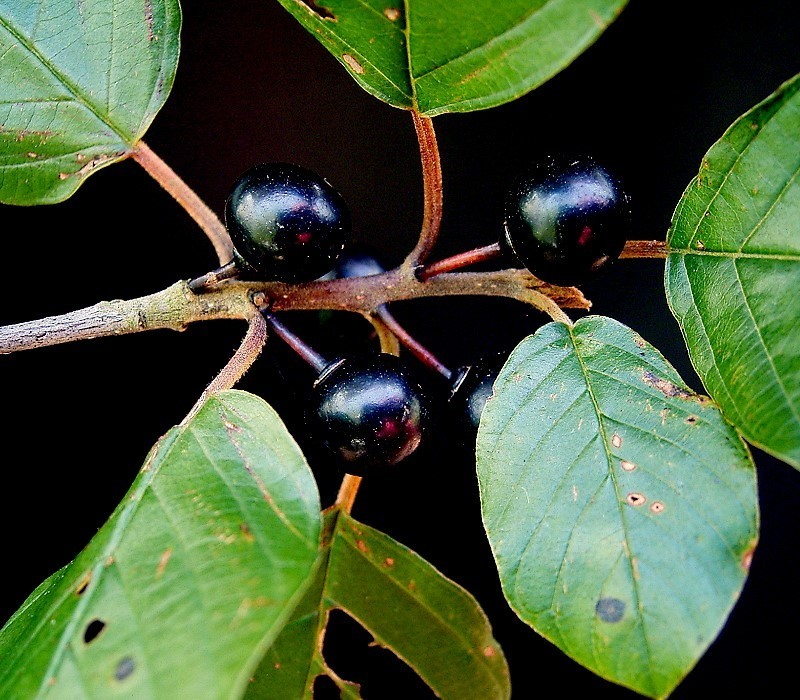
Bourdaine.
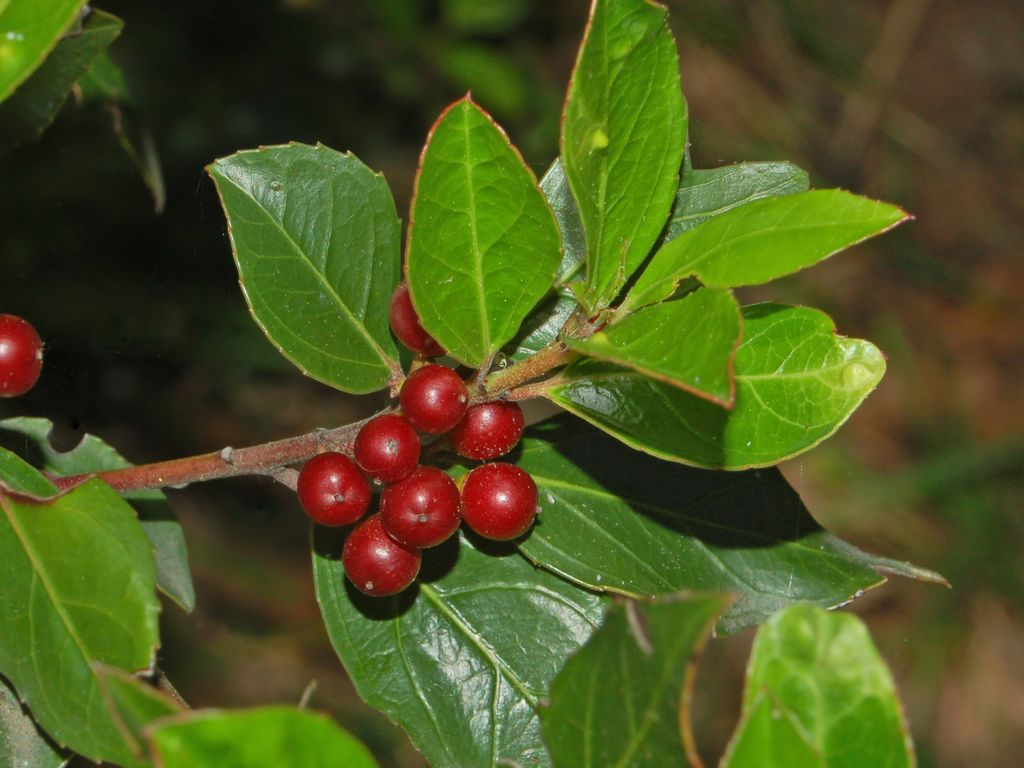
Nerprun alaterne.
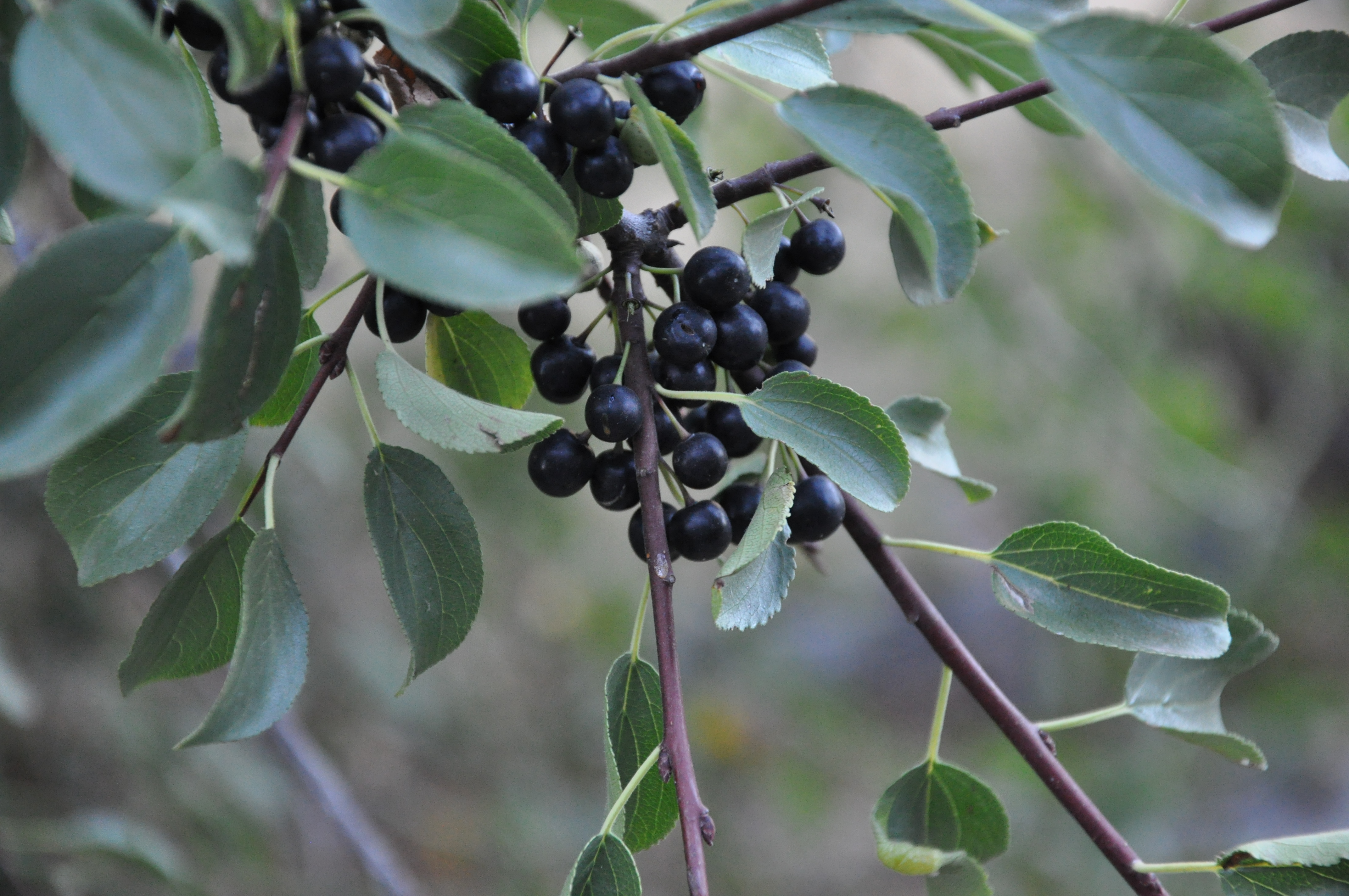
Nerprun purgatif.

## Rosaceae
- Cotonéaster à feuilles de saule, Cotoneaster salicifolius. Fruits rouges.
- Cotonéaster commun, Cotoneaster integerrimus. Arbrisseau d'un mètre de hauteur, commun en Europe. Les fruits rouges, globuleux, de 6 à 8 mm de diamètre sont des piridions. La pulpe de ces fruits contient de l'amygdaline, hétéroside cyanogène[12].
- Cotonéaster noir, Cotoneaster melanocarpus. Fruits bleu-noir.
- Cotonéaster rampant, Cotoneaster horizontalis. Fruits rouges.
- Laurier-cerise, Prunus laurocerasus. Arbre à feuilles coriaces pouvant atteindre 8 m de haut. Originaire d'Asie mineure, il est naturalisé en Europe. Les fruits ovoïdes luisants, groupés en grappes, sont des drupes, de couleur noire à maturité, contenant une graine. Celle-ci, comme le reste de la plante contient des hétérosides cyanogènes qui libèrent par hydrolyse de l'acide cyanhydrique (très toxique) et de l'amygdaline. L'ingestion de quelques fruits peut être dangereuse pour l'enfant.

- Pyracantha ou buisson ardent , Pyracantha coccinea. Arbuste épineux de 1,5 à 2 m de haut. Les fruits sont de petits piridions globuleux, rouges à maturité. Ils peuvent provoquer des troubles digestifs chez les enfants lorsqu'ils sont ingérés avant maturité.

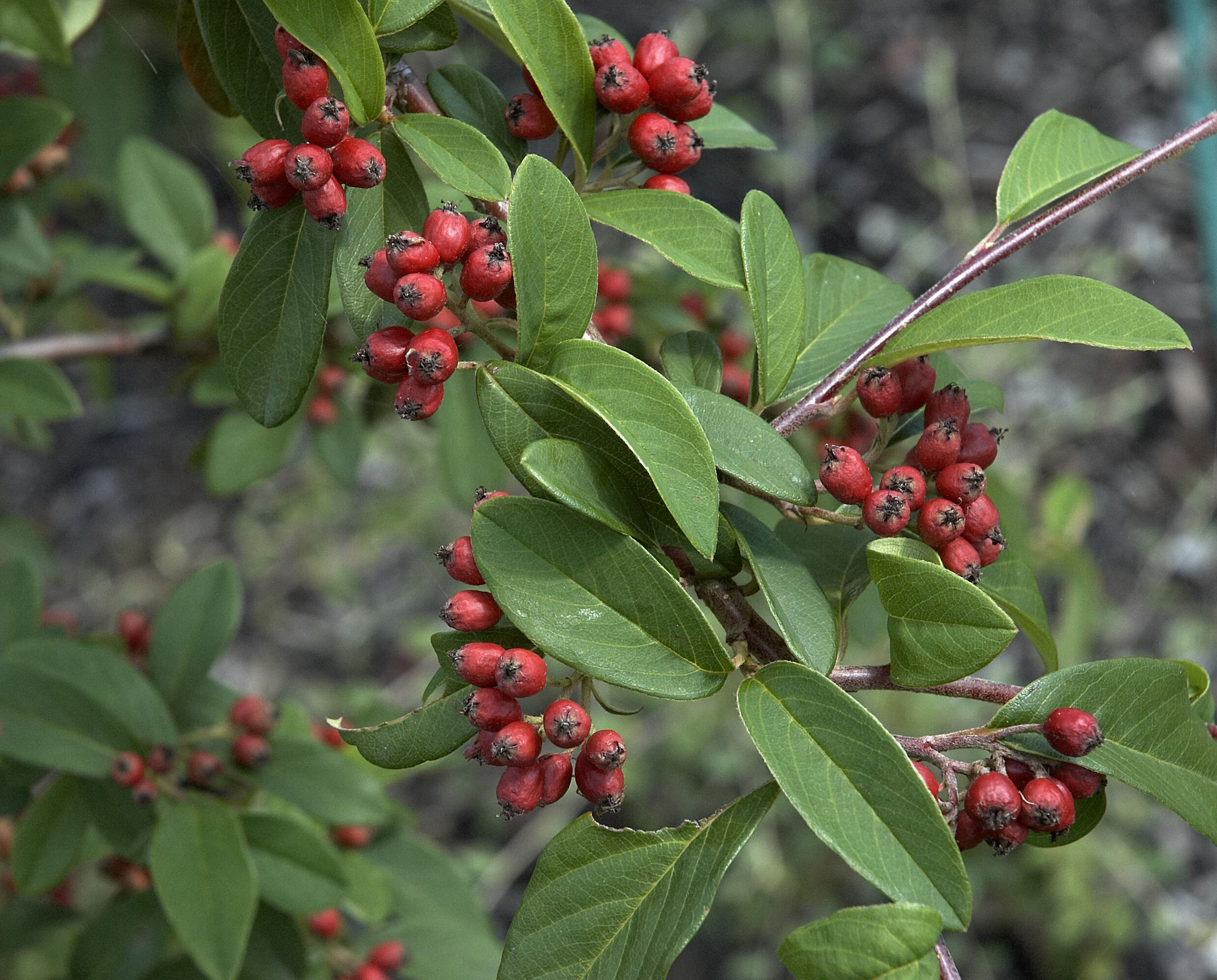
Cotoneaster à feuilles de saule.
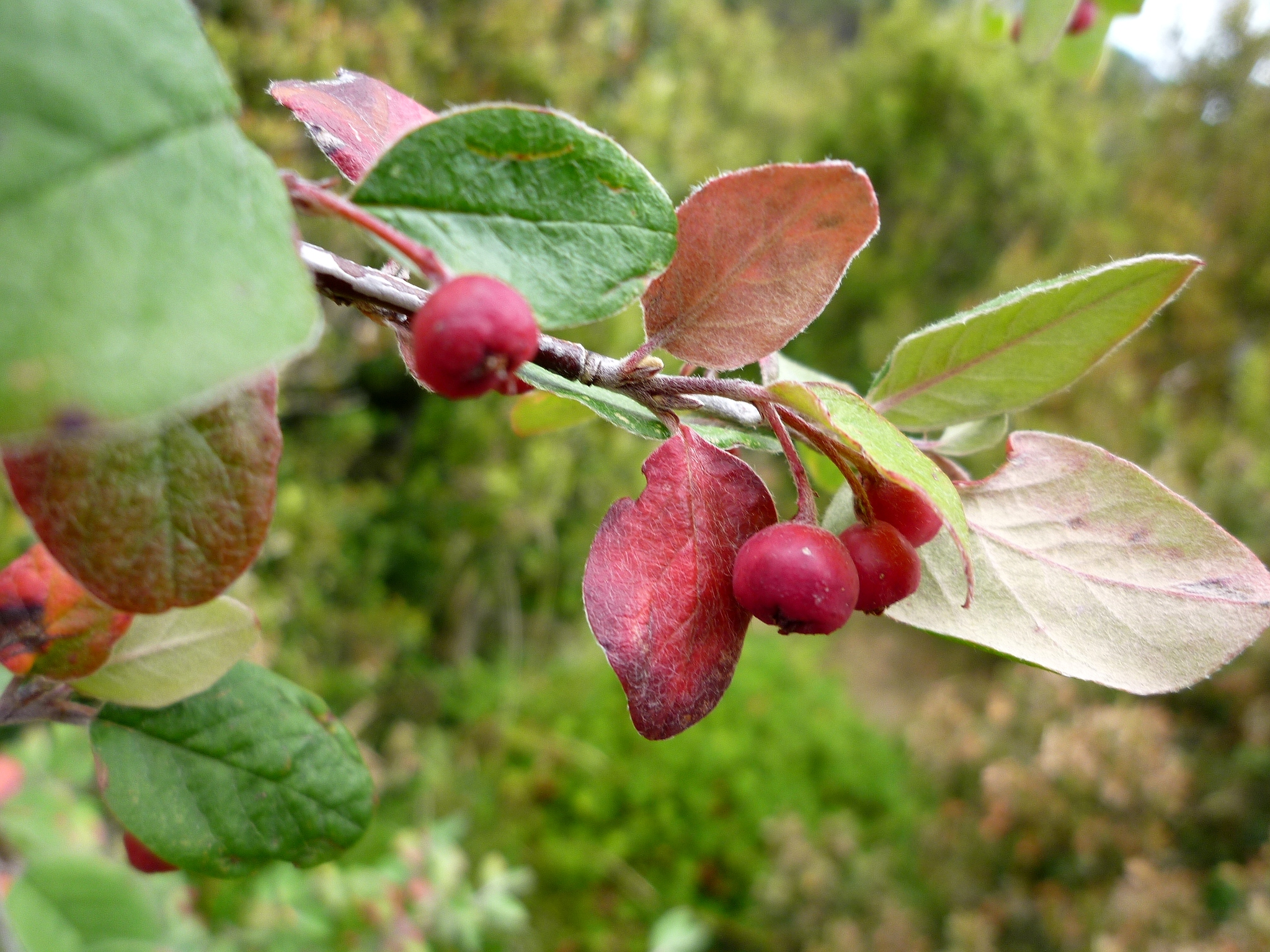
Cotoneaster commun.
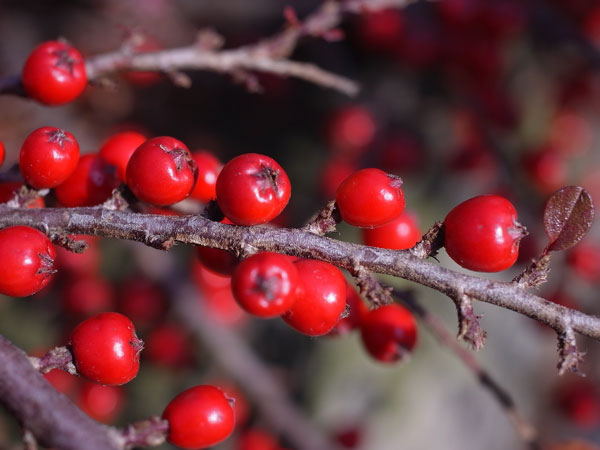
Cotoneaster rampant.
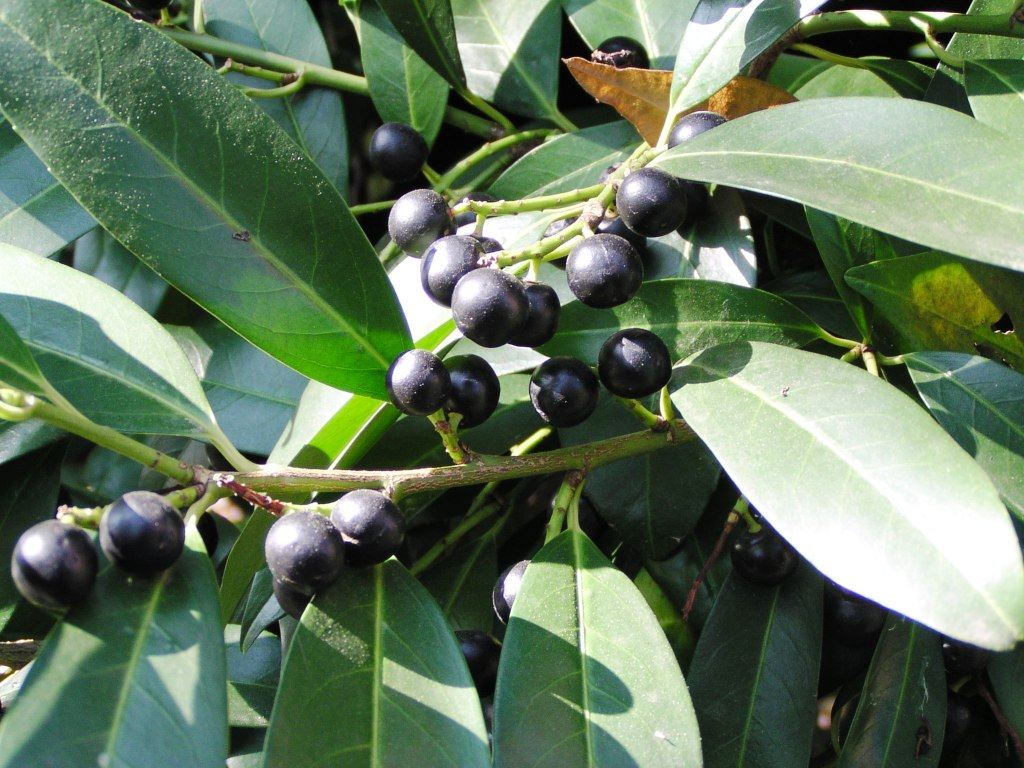
Laurier-cerise.
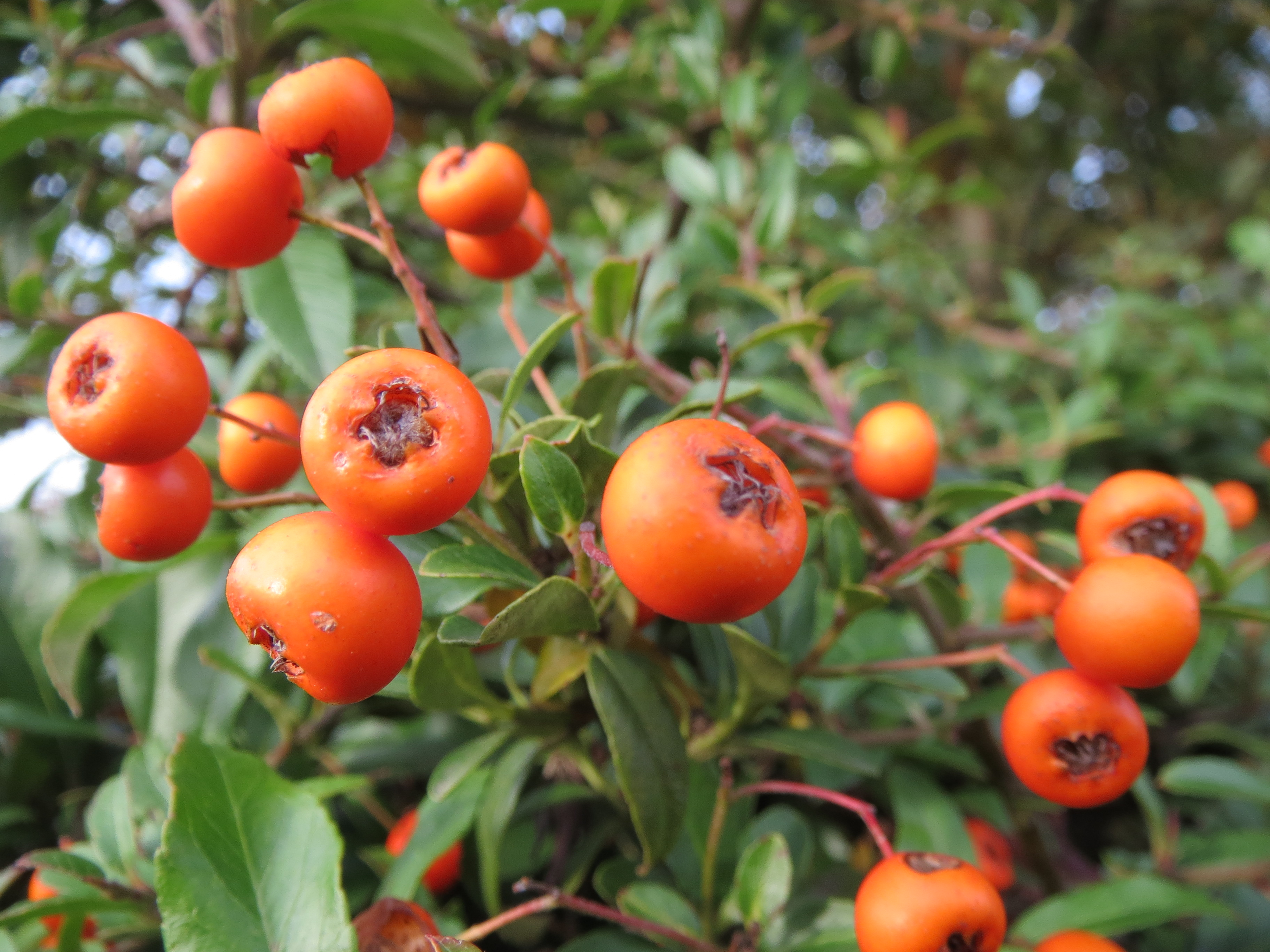
Pyracantha.

## Smilacaceae

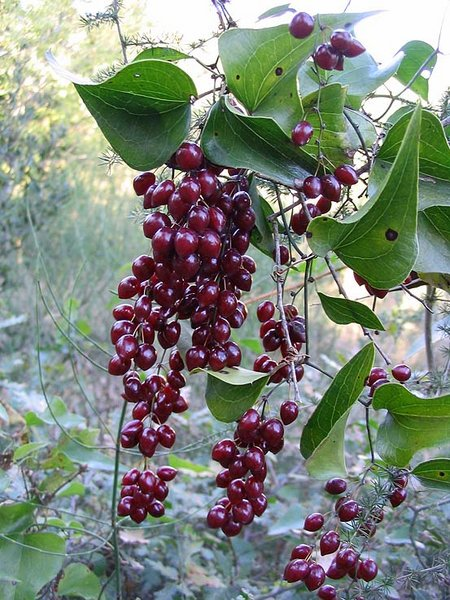
Salsepareille

- Salsepareille d'Europe Smilax aspera. Plante vivace grimpante, pouvant atteindre 10 m de long. Le fruit est une baie de 1 cm de diamètre, de couleur rouge brillant à maturité. Ces baies contiennent des saponines, pouvant provoquer des troubles digestifs et sanguins (hémolyse).

## Solanaceae
- Belladone ou cerise du diable, Atropa belladona, Solanacées. Les baies noires et luisantes, semblables à des cerises, sont très attirantes pour les enfants et source de nombreux empoisonnements. Elle contiennent comme le reste de la plante un mélange d'alcaloïde, : atropine, hyoscyamine et scopolamine. On considère que 10 à 20 baies pour un adulte, 2 à 5 pour un enfant selon son âge, sont une dose létale. Elles semblent inoffensives pour les oiseaux (merles, grives...) qui en consomment et contribuent à la dispersion des graines[13].

- Douce-amère, Solanum dulcamara. Sous-arbrisseau, lignifié à la base, aux longues tiges sarmenteuses et grimpantes pouvant atteindre 1,8 m de long. Les fruits sont des baies ovoïdes de 10 mm de long sur 6 à 8 mm de diamètre, de couleur rouge vif et luisantes à maturité. Ces baies contiennent des glycoalcaloïdes, dont la solanine, et des saponines. Elles sont toxiques surtout lorsqu'elles sont vertes.

- Lyciet commun, Lycium barbarum (synonyme : Lycium halimifolium). Arbrisseau de 1 à 3 m de haut. Les fruits sont des baies oblongues, de couleur rouge plus ou moins orangée. Ces fruits sont comestibles, cependant ils contiennent de la solanine et des saponines et ont causé des intoxications à l'état cru. Les fruits du lyciet commun séchés sont vendus sous le nom de baies de goji. Ces baies peuvent contenir des traces d'atropine, mais à un niveau de 19 ppb (partie par milliard) très inférieur au seuil de toxicité[14].

- Lyciet d'Europe, Lycium europaeum. Arbrisseau de 1 à 3 m de haut. Les fruits sont des baies subglobuleuses rouges ou orangées. Ces fruits sont comestibles, cependant ils contiennent de la solanine et des saponines et ont causé des intoxications à l'état cru.

- Morelle noire, Solanum nigrum. Plante herbacée annuelle de moins de 60 cm de haut. Les fruits sont des baies globuleuses, noires à maturité, contenant de nombreuses graines. Ces baies contiennent des glycoalcaloïdes, dont la solanine, et des saponines. Elles sont toxiques surtout lorsqu'elles sont vertes.

- Pomme de terre, Solanum tuberosum. Les baies de pomme de terre, semblables à de petites tomates, vertes ou violettes à maturité selon les variétés, sont très toxiques du fait de leur teneur élevée en solanine. Des intoxications par les baies avaient été constatées lors de l'introduction de cette plante en Prusse au XVIIIe siècle car certaines personnes avaient consommé des baies et non des tubercules[15]. Il faut noter cependant que de nombreuses variétés de pommes de terre ne fructifient pas en Europe, notamment les cultivars modernes.

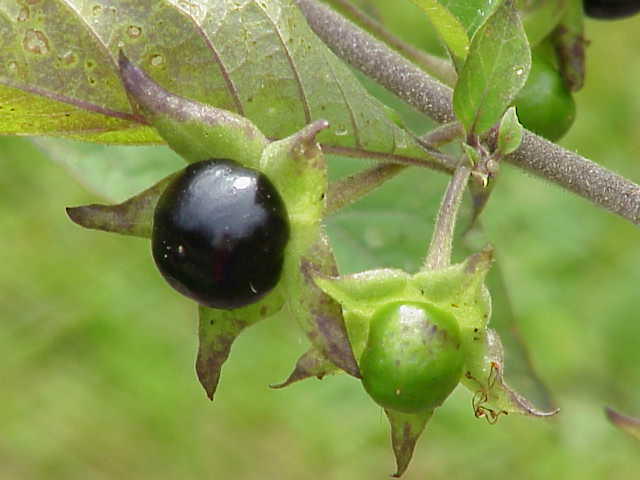
Belladone.
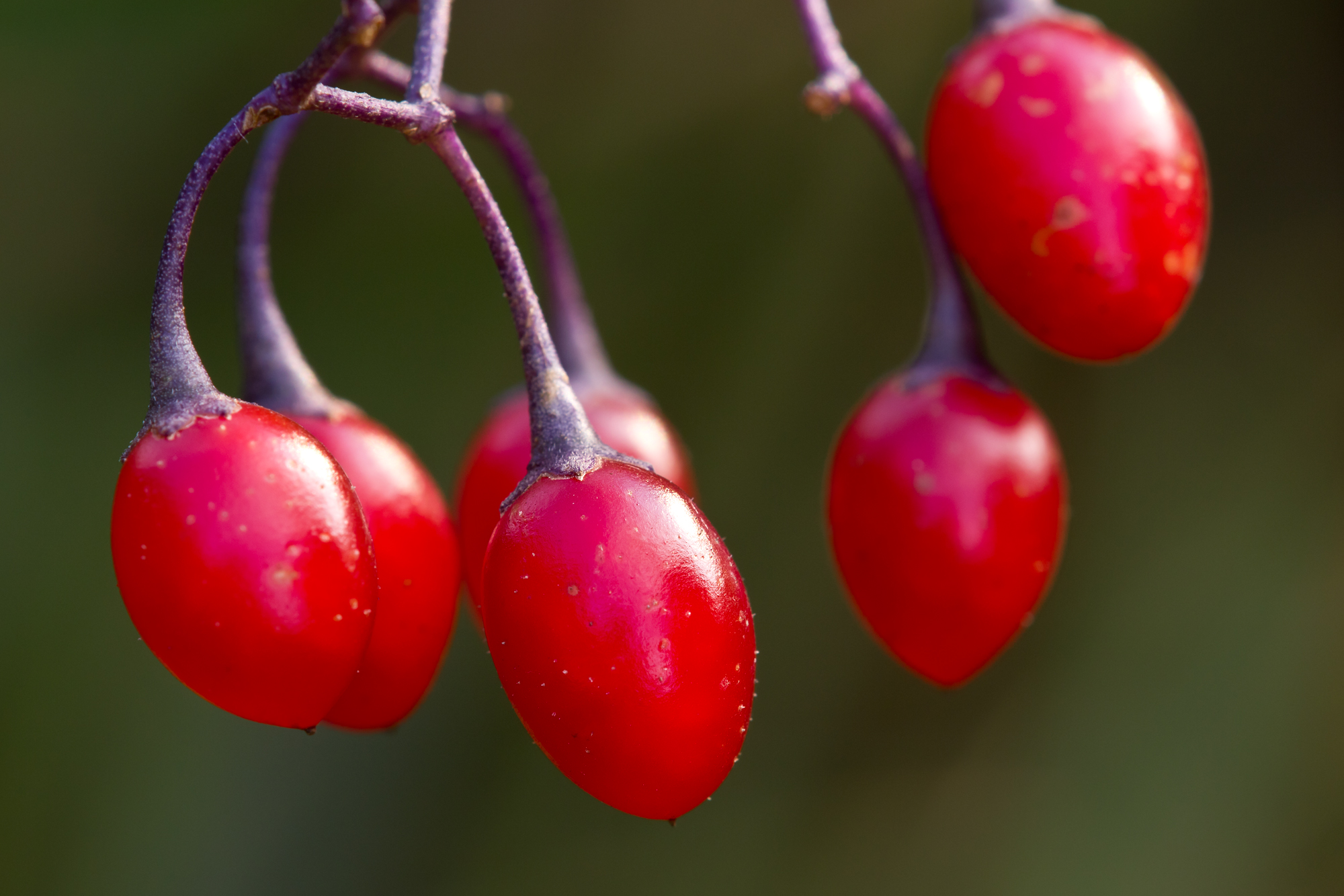
Douce-amère.
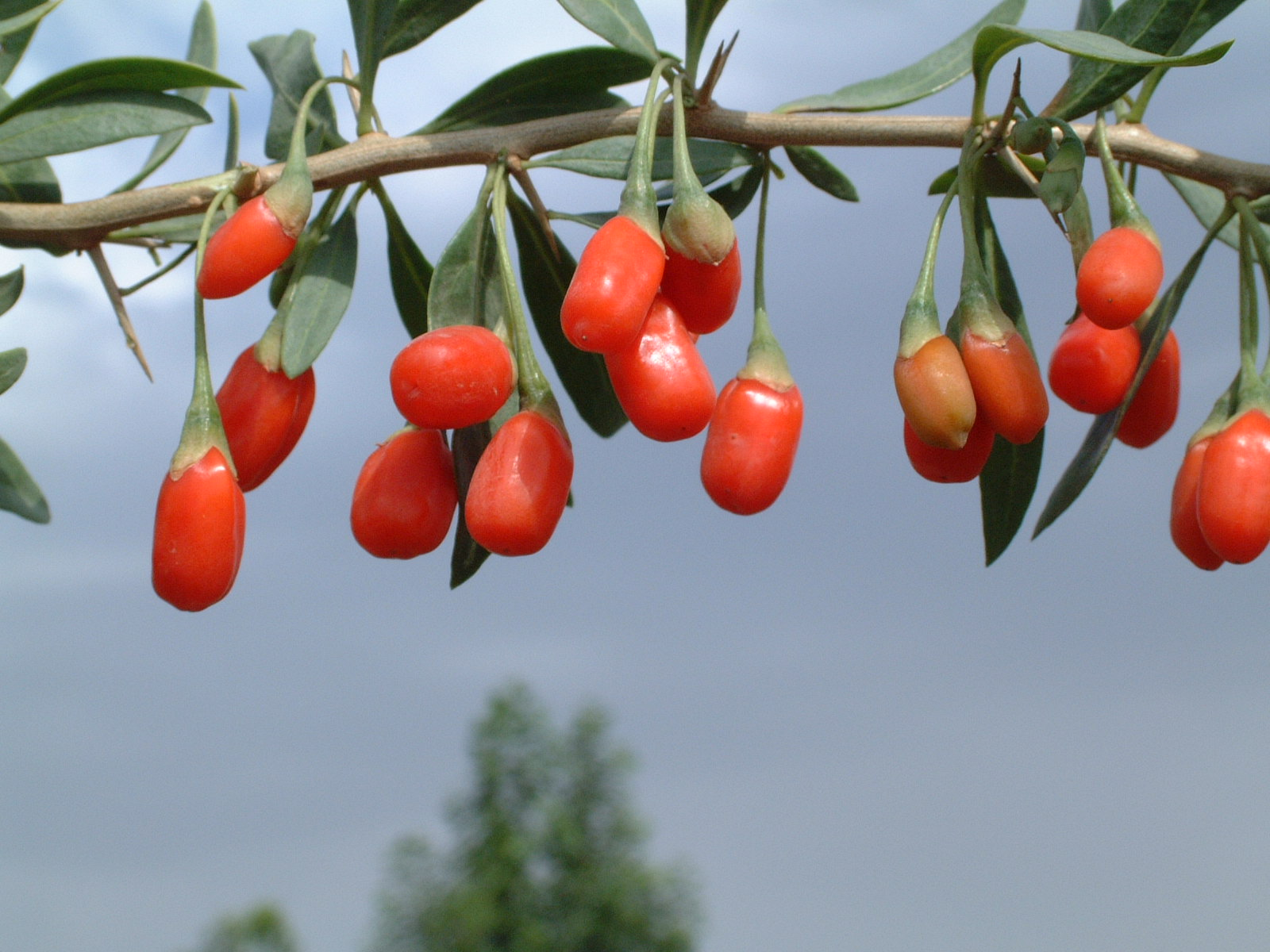
Lyciet commun.
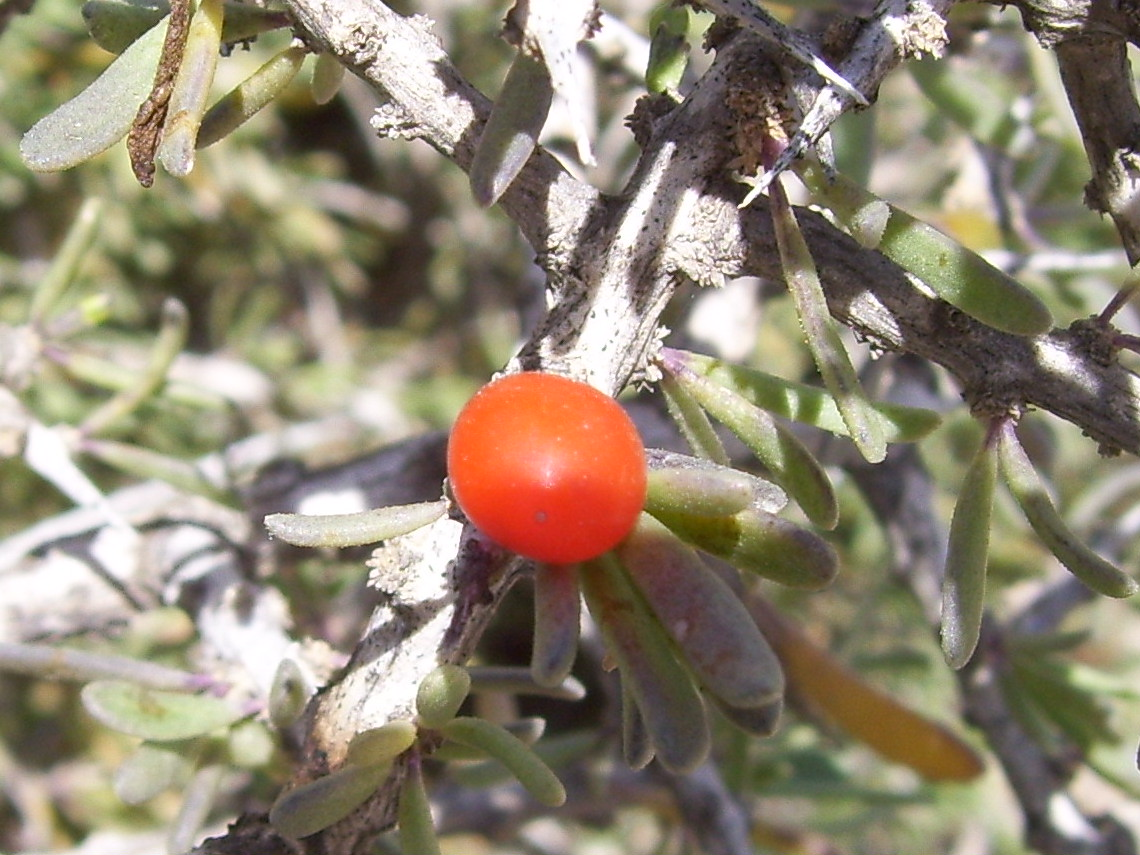
Lyciet d'Europe.
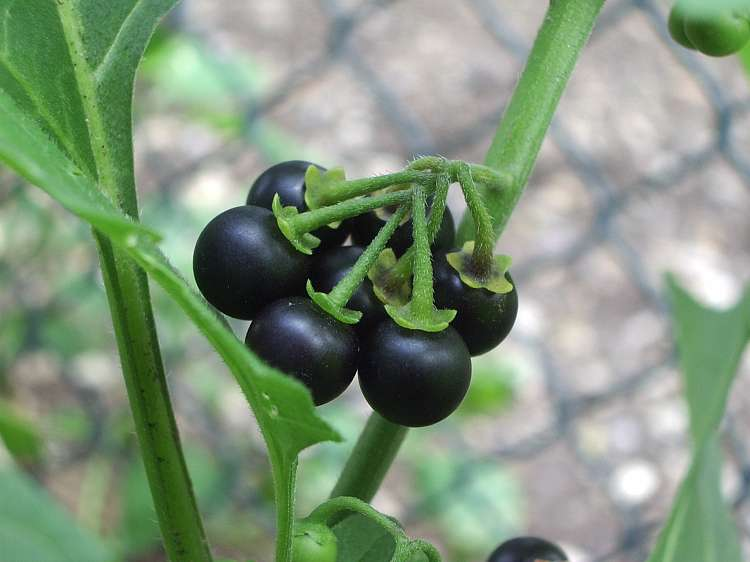
Morelle noire.
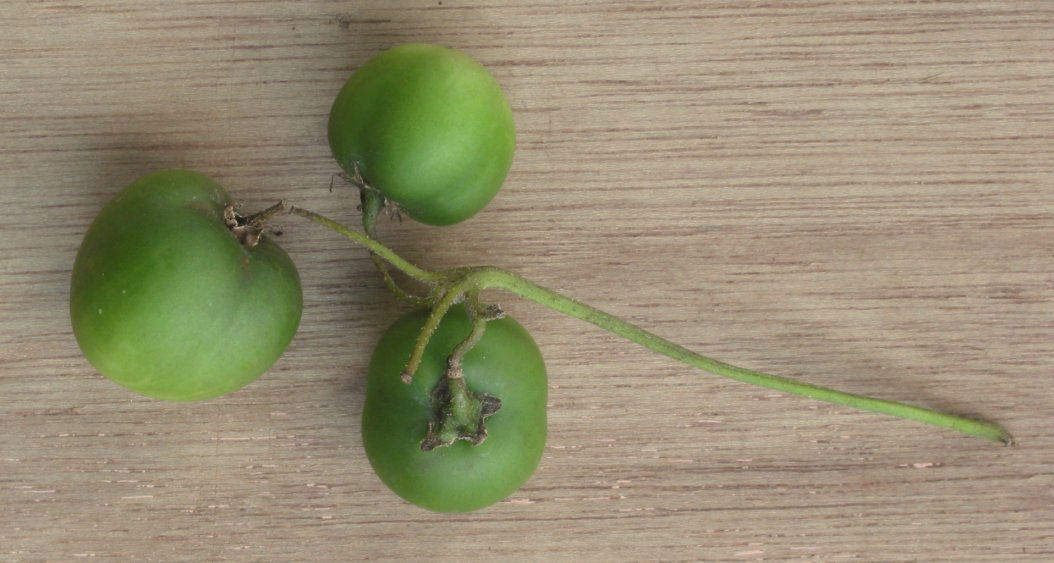
Pomme de terre.

## Taxaceae

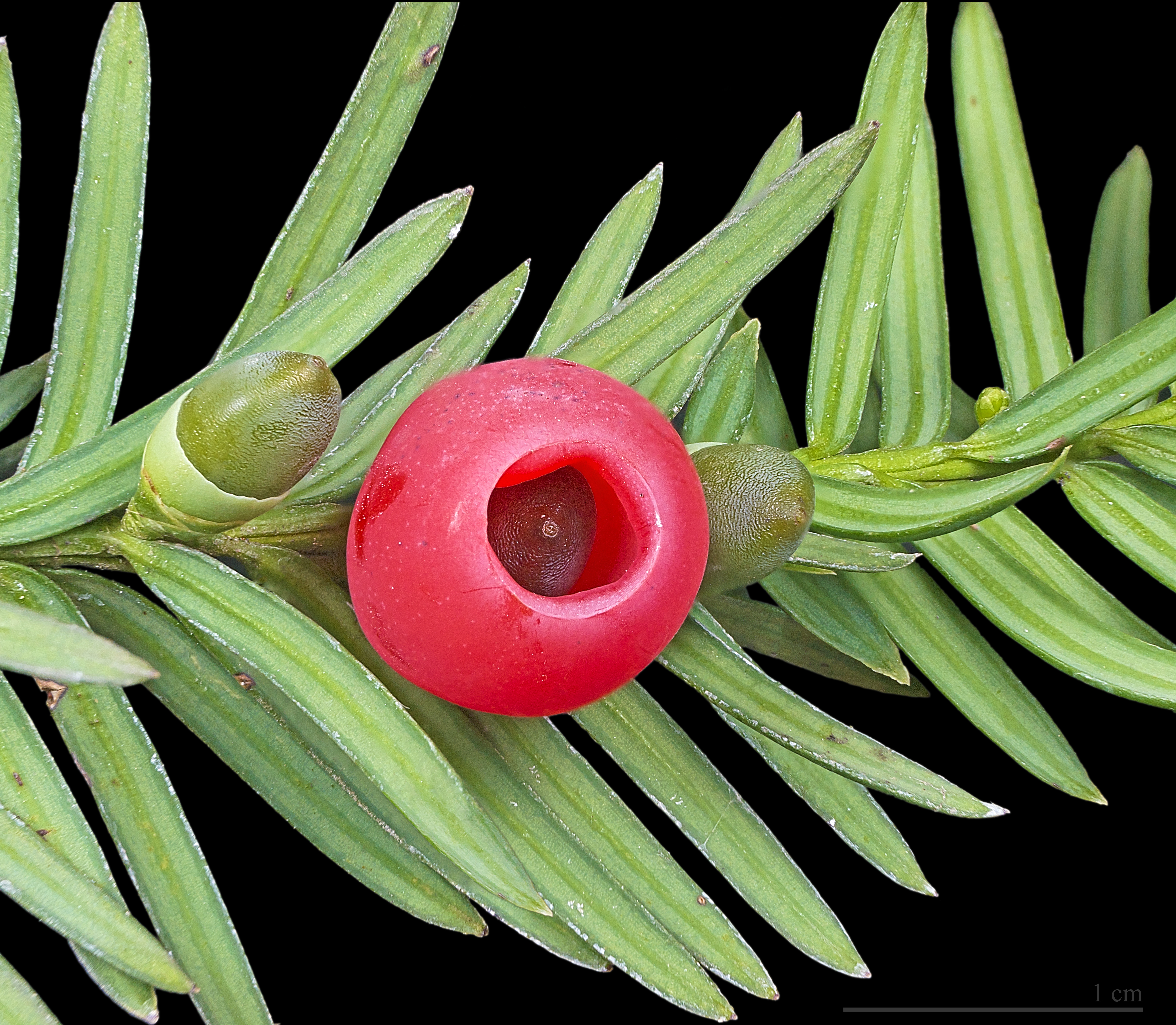
If commun

- If, Taxus baccata, Taxacées. L'if est un arbre d'une quinzaine de mètres de haut, dont presque toutes les parties, qui contiennent un alcaloïde, la taxine, sont très toxiques. La baie de l'if est en réalité un faux fruit. Seule la graine est toxique si elle est mastiquée, l'arille rouge ne l'étant pas et donc parfaitement comestible (si l'on prend soin de ne pas croquer ni mâcher la graine). Les intoxications liées à l'ingestion accidentelle de baies concernent surtout les enfants de un à cinq ans. Le feuillage de la plante est également très toxique pour le bétail[16].

## Thymeleaceae
- Bois-gentil, Daphne mezereum, Thyméléacées. Fruits rouges.
- Lauréole ou laurier des bois, Daphne laureola, Thyméléacées. Fruits noirs.

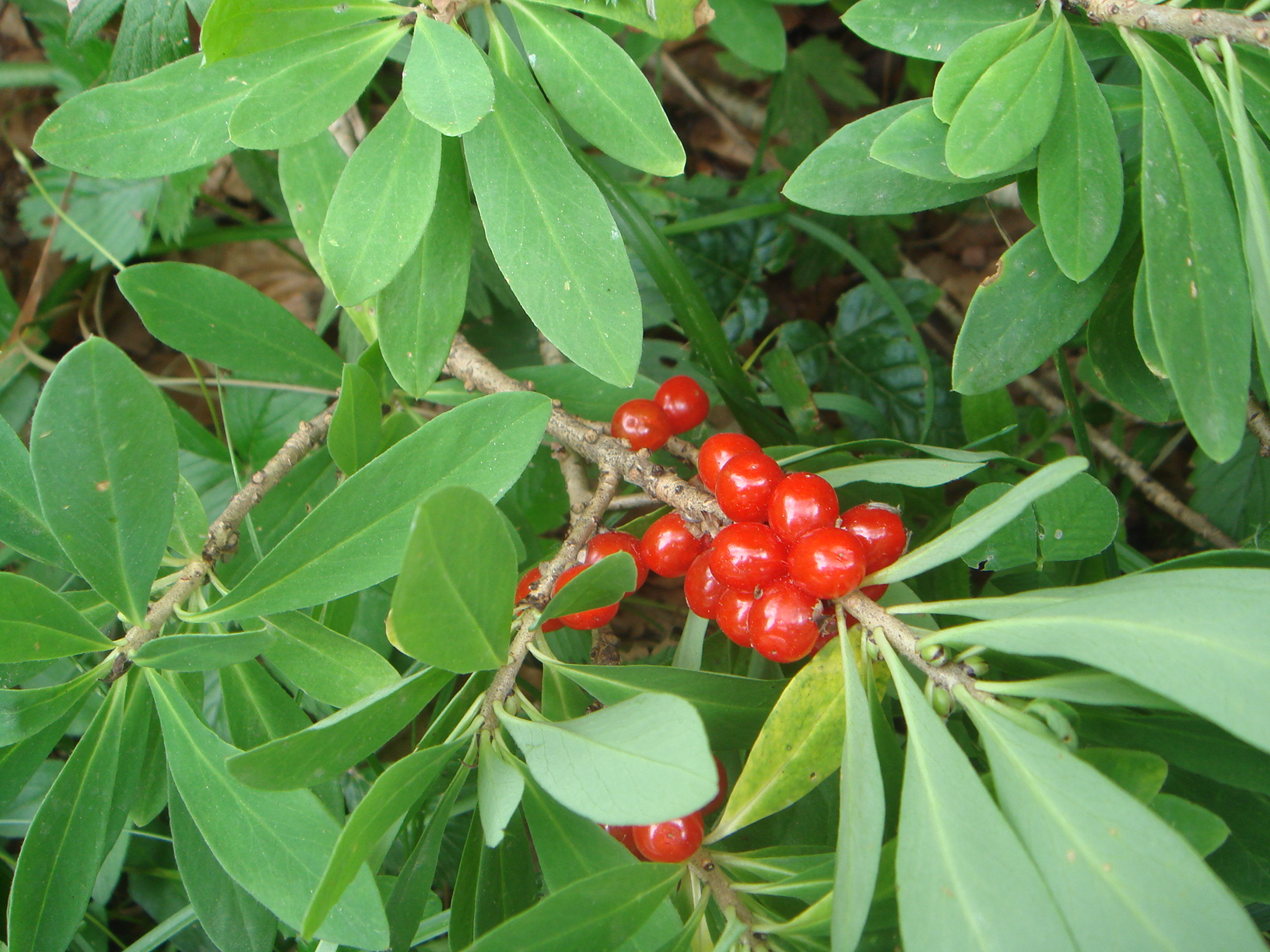
Bois-gentil.
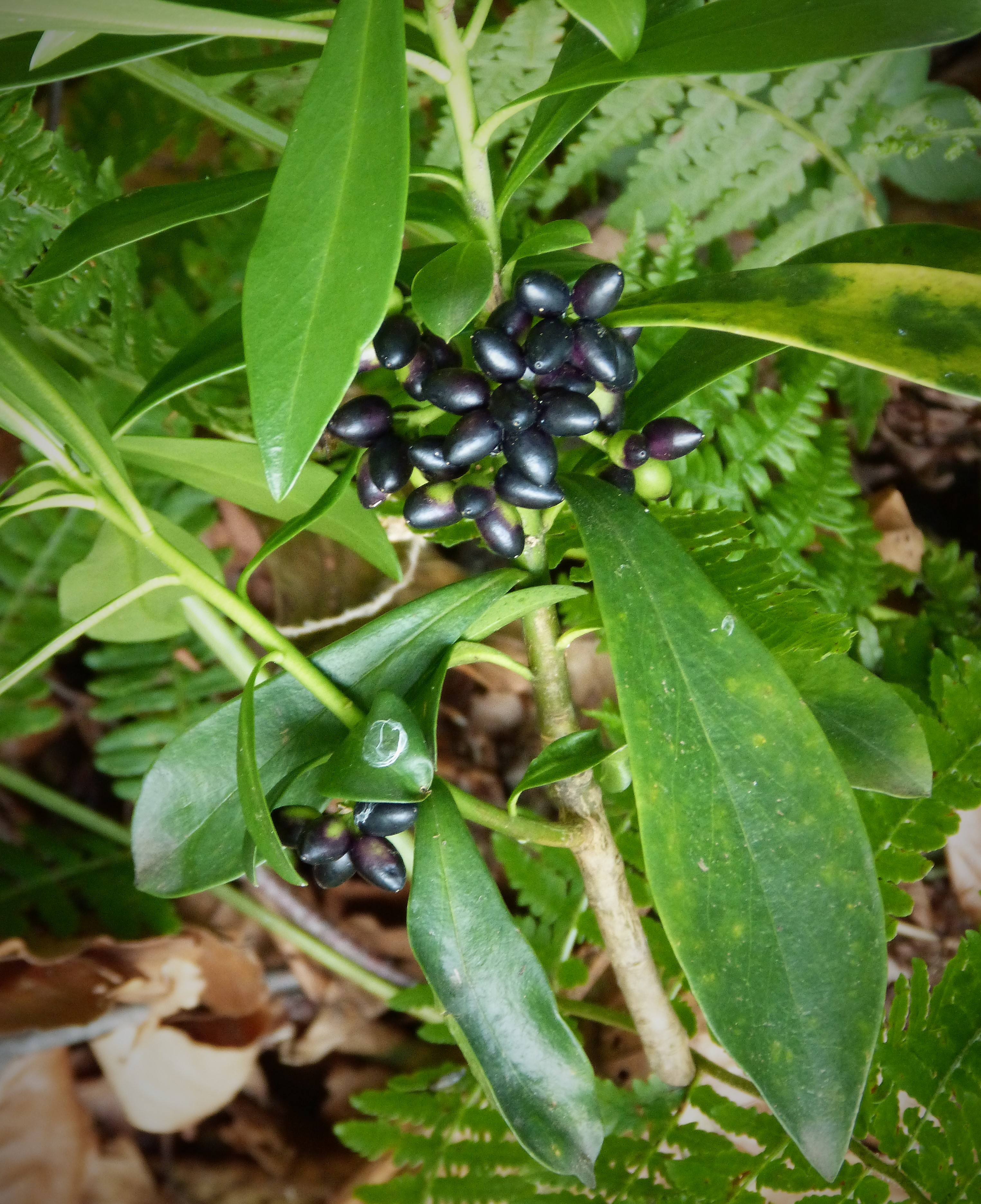
Daphné lauréole.

## Viscaceae

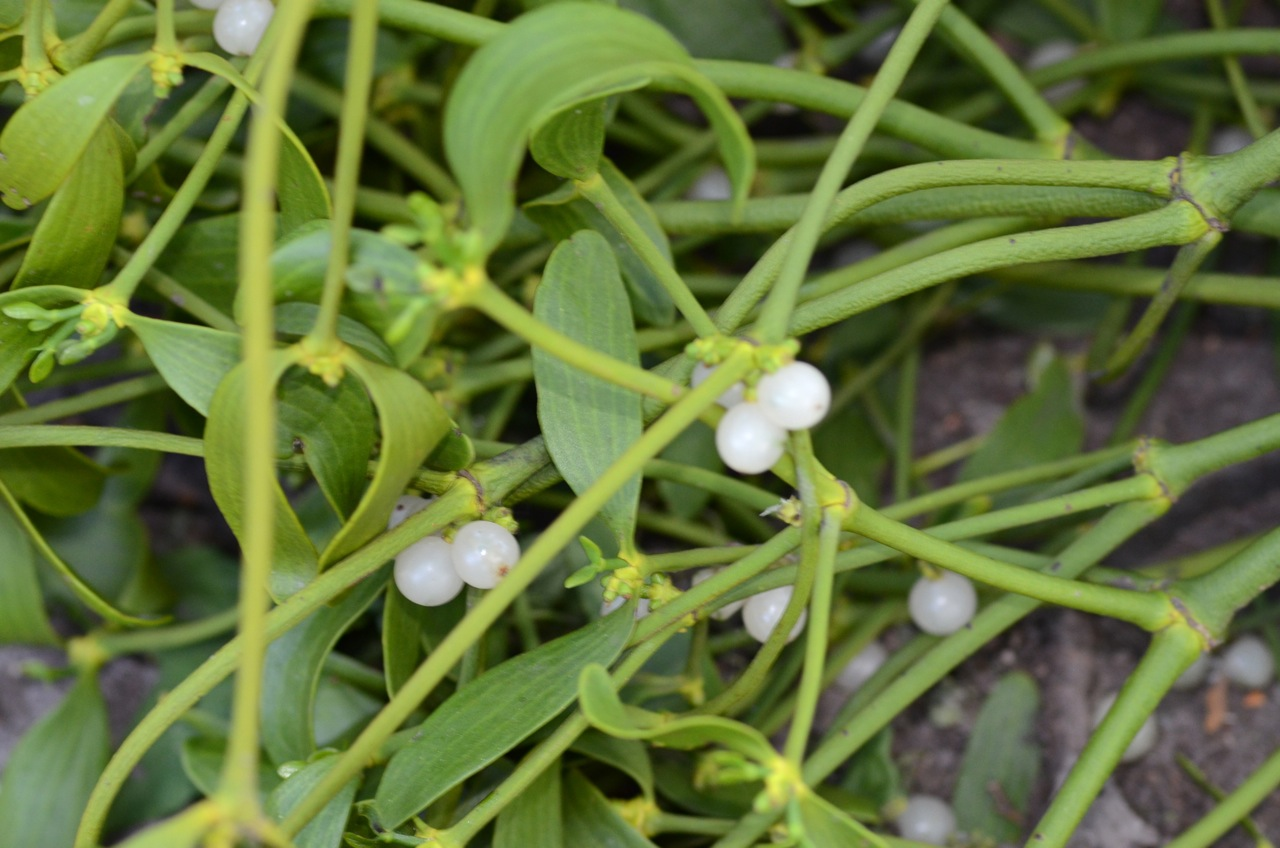
Gui

- Gui, Viscum album, Viscacées. Sous-arbrisseau de 30 à 40 cm de haut, épiphyte et hémiparasite, commun en Europe, notamment sur les pommiers et peupliers. Les fruits sont de fausses baies (contenant une seule graine) globuleuses, charnues et visqueuses, groupée par deux ou trois, de 6 à 8 mm de diamètre et de couleur blanc vitreux ou jaunâtre. ces baies hautement toxiques contiennent de nombreuses substances toxiques dont des viscotoxines cardiotoniques et neurotoxiques. L'ingestion d'une quinzaine de baies peut provoquer la mort chez l'adulte.

## Vitaceae

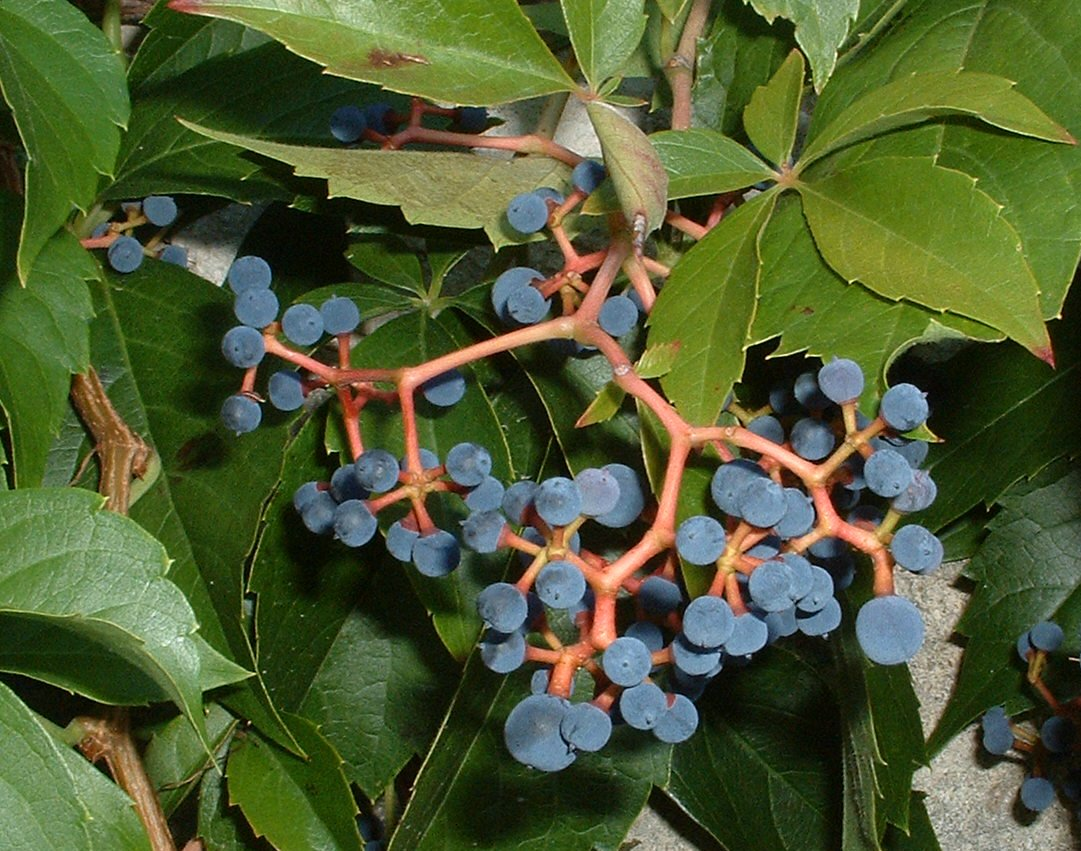
Vigne vierge japonaise.

- Vigne vierge japonaise ou lierre japonais, Parthenocissus tricuspidata.
- Vigne vierge de Virginie, Parthenocissus quinquefolia. Plante grimpante cultivée pour ses qualités ornementales. Les fruits, groupés en grappes, sont des baies globuleuses de 4 à 5 mm de diamètre, de couleur bleu foncé, pruinées à maturité. Ces baies contiennent notamment de l'acide oxalique. Faiblement toxiques, elles peuvent causer en cas d'ingestion des troubles gastro-intestinaux.